# Barack Obama

Barack Obama (offizielles Porträtfoto als Präsident, 2012)

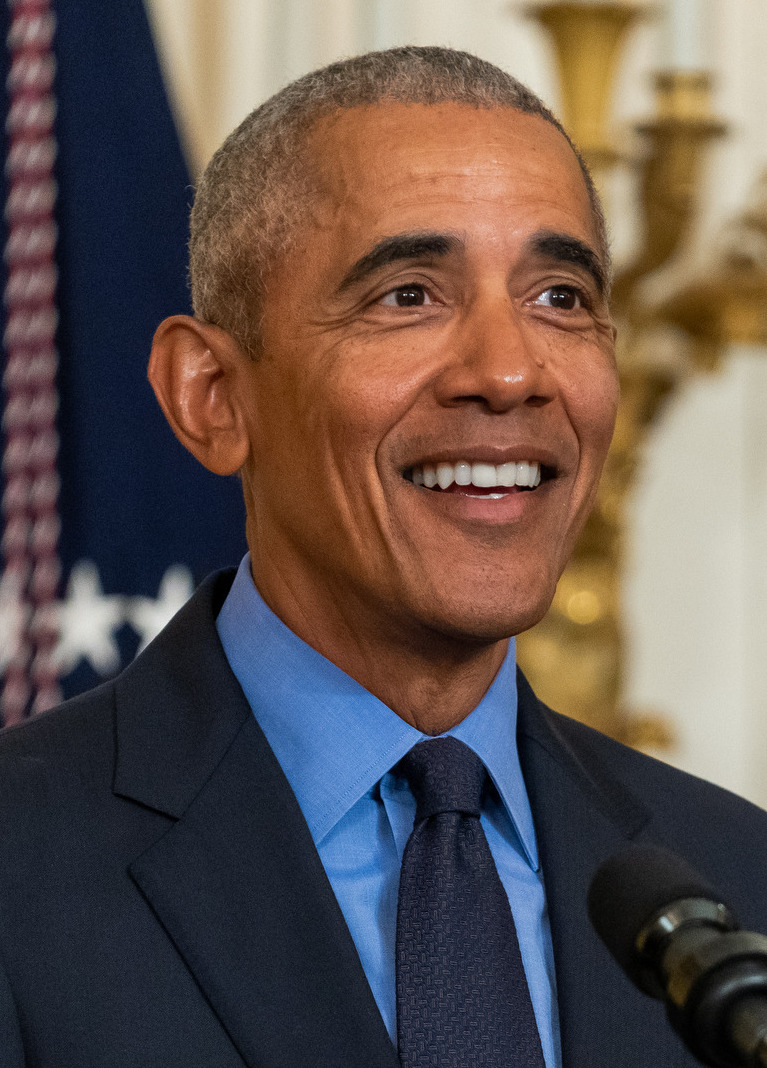
Barack Obama (2022)

Barack Hussein Obama II [bəˈɹɑːk hʊˈseɪn oʊˈbɑːmə] ⓘ (* 4. August 1961 in Honolulu, Hawaii) ist ein US-amerikanischer Politiker der Demokratischen Partei. Er war von 2009 bis 2017 der 44. Präsident der Vereinigten Staaten.
Obama ist ein auf US-Verfassungsrecht spezialisierter Rechtsanwalt. 1992 schloss er sich der Demokratischen Partei an, für die er 1997 Mitglied im Senat von Illinois wurde. Im Anschluss gehörte er von 2005 bis 2008 als Junior Senator für diesen US-Bundesstaat dem Senat der Vereinigten Staaten an. In den Vorwahlen zur Präsidentschaftswahl in den Vereinigten Staaten 2008 konnte er sich parteiintern äußerst knapp gegen Hillary Clinton durchsetzen. Die Präsidentschaftswahl des Jahres 2008 gewann er dann als Kandidat der Demokraten gegen den Republikaner John McCain.
Mit seinem Einzug in das Weiße Haus im Januar 2009 bekleidete erstmals ein Afroamerikaner das Amt des Präsidenten. Bei der Wahl des Jahres 2012 setzte sich Obama gegenüber seinem republikanischen Herausforderer Mitt Romney durch und wurde so für eine zweite Amtszeit bestätigt. Vizepräsident während seiner beiden Amtsperioden war der spätere US-Präsident Joe Biden. Im Dezember 2009 erhielt Obama den Friedensnobelpreis.

## Leben bis zur Präsidentschaft

### Familie, Kindheit und Jugend
Obamas Vater, Barack Hussein Obama Senior (1936–1982), stammte aus Nyang’oma Kogelo in Kenia und gehörte der Ethnie der Luo an. Obamas Mutter, Ann Dunham (1942–1995), stammte aus Wichita im US-Bundesstaat Kansas und hatte irische, britische, deutsche und Schweizer Vorfahren. Obamas Eltern lernten sich als Studenten an der University of Hawaii at Manoa kennen. Sie heirateten 1961 in Hawaii, als Ann bereits schwanger war. Damals waren in anderen Teilen der USA Ehen zwischen Schwarzen und Weißen noch verboten. 1964 ließ sich das Paar scheiden. Der Vater setzte sein Studium an der Harvard University fort. Obama sah ihn als Zehnjähriger zum letzten Mal.
Obama Senior starb im November 1982 in Nairobi an den Folgen eines Verkehrsunfalles. Barack Obama hat väterlicherseits drei ältere und drei jüngere Halbbrüder sowie die Halbschwester Auma, die in Deutschland studiert hat. Sein Halbbruder Malik lebt in Kenia und kandidierte 2013 erfolglos als Gouverneur des Siaya County.
Die Mutter heiratete 1965 den Indonesier und späteren Ölmanager Lolo Soetoro. Nach dem Abschluss ihres Studiums zog sie mit ihrem Sohn Barack 1967 zu ihrem neuen Ehemann nach Jakarta in Indonesien, wo Obamas jüngere Halbschwester Maya geboren wurde. Dort besuchte Obama von 1967 bis 1970 die von Kapuzinern geführte St. Francis of Assisi Elementary School und 1970/1971 eine staatliche, multireligiöse Schule.
Während seiner Schulzeit in Indonesien verfasste Obama zwei Aufsätze mit dem Titel I Want to Become President. Obamas Rufname in Bahasa Indonesia war Barry Soetoro, was beginnend mit dem Fall Berg v. Obama im Jahr 2008 immer wieder missbräuchlich und juristisch erfolglos als Indiz benutzt wurde, Obamas Identität in Zweifel zu ziehen und seine Nominierung zum Präsidentschaftskandidaten zu verhindern. 1971 kehrte er nach Hawaii zurück, wo ihn seine Großeltern mütterlicherseits, Madelyn (1922–2008) und Stanley Dunham (1918–1992), aufzogen.
Sie schulten ihn in die fünfte Klasse der privaten Punahou School ein. Seine Mutter kam mit seiner Halbschwester 1972 wieder nach Hawaii, um ihr Studium weiterzuführen, kehrte aber mit der Tochter 1975 nach Indonesien zurück, um ihre ethnologischen Forschungen fortzusetzen. Obama entschloss sich, nicht mitzugehen. Er blieb in Hawaii und schloss die Schule 1979 mit Auszeichnung ab. Er spielte in der Schule auch Basketball, zunächst in der Juniorenmannschaft und 1972 in der ersten Schulmannschaft. Damals konnte er sich vorstellen, Basketballprofi zu werden.
Seine spätere Frau Michelle Robinson lernte Obama, zu der Zeit Student der Harvard Law School, 1989 in Chicago während eines Sommerpraktikums in der Kanzlei Sidley Austin kennen. Robinson, die als Anwältin in der Kanzlei arbeitete, war seine Mentorin. Das Paar heiratete 1992 und bekam zwei Töchter: Malia Ann (* 1998) und Natasha („Sasha“, * 2001). Michelle Obama war bis Ende 2008 in der öffentlichen Verwaltung von Chicago beschäftigt.

### Studium und Beruf
Obama studierte ab 1979 zwei Jahre lang auf eigene von der Familie bestrittene Kosten am Occidental College in Eagle Rock in Los Angeles und weitere zwei Jahre an der Columbia University in New York City, die zu den Hochschulen der Ivy League gehört. Nach seinem Bachelor-Abschluss 1983 in Politikwissenschaft (Schwerpunkt Internationale Beziehungen) arbeitete er ein Jahr lang für das Wirtschaftsberatungsunternehmen Business International Corporation in New York.
1985 zog Obama nach Chicago und arbeitete dort für eine gemeinnützige Organisation, die Kirchengemeinden beim Arbeitstraining für Einwohner armer Stadtviertel unterstützte. Danach studierte er drei Jahre lang Rechtswissenschaft an der Harvard Law School. Als erster Afroamerikaner wurde er dort zum Herausgeber der Fachzeitschrift Harvard Law Review gewählt, wodurch er einen Verlagsvertrag und einen Vorschuss für eine Buchveröffentlichung erhielt, was er für die Autobiografie Dreams from My Father nutzte, an der er bis 1995 schrieb. 1991 machte er seinen J.D.-Abschluss mit der Gesamtbewertung magna cum laude.
1992 kehrte Obama nach Chicago zurück und wurde erstmals politisch aktiv: Mit einer Kampagne für die Wählerregistrierung afroamerikanischer Bürger Chicagos mobilisierte er mehr als 150.000 afroamerikanische Wähler für die Wahl Bill Clintons zum US-Präsidenten. Ab 1993 arbeitete er in der auf Bürgerrechte spezialisierten Anwaltssozietät Miner, Barnhill and Galland. Bis 2004 lehrte er Verfassungsrecht an der University of Chicago.

### Abgeordneter in Illinois
1996 wurde Obama als Vertreter des 13. Bezirks, der südliche Teile der Stadt Chicago rund um das Stadtviertel Hyde Park umfasst, in den Senat von Illinois gewählt. Dort übernahm er den Vorsitz im Ausschuss für öffentliches Gesundheitswesen und Wohlfahrt. Er verfasste eine Gesetzesinitiative mit, die Hilfen für arme Arbeiterfamilien vorsah, und arbeitete an einer Vorlage zur Unterstützung von Menschen ohne Krankenversicherung. Zudem half er Organisationen, die sich für Schwule und Lesben einsetzen, und setzte eine Erhöhung der Mittel zur AIDS-Prävention und -Behandlung durch.
Obama wurde 1998 gegen den Republikaner Yesse Yehudah und 2002 ohne Gegenkandidaten wiedergewählt. Auf seine Gesetzesinitiativen hin muss die Polizei in Illinois Vernehmungen für Anklagen, die mit der Todesstrafe geahndet werden können, auf Video aufzeichnen. Krankenversicherungen müssen Kosten für regelmäßige vorbeugende Mammografien übernehmen. Außerdem wurden Waffenkontrollen verschärft. Für diese und andere Vorhaben konnte Obama Koalitionen mit politischen Gegnern bilden.
2000 unterlag Obama bei den Vorwahlen der Demokratischen Partei im Ersten Kongressdistrikt für das Repräsentantenhaus gegen den langjährigen Mandatsinhaber Bobby L. Rush. Damals behaupteten zwei seiner Rivalen, er sei ungenügend in Chicagos schwarzer Gemeinschaft verwurzelt.

### US-Senator

#### Wahlkampf
2004 gewann Obama als Kandidat der Demokraten für den US-Senat bei deren Vorwahlen im März überraschend 52 Prozent der Stimmen und galt seither als neuer Star seiner Partei. Medienberater David Axelrod hatte ihn im Wahlkampf in die Tradition des ersten afroamerikanischen Bürgermeisters Chicagos Harold Washington und des Senators Paul M. Simon gestellt.
Der Hauptwahlkampf war von Skandalen um die Gegenkandidaten der Republikaner geprägt: Der erste, Jack Ryan, trat am 25. Juni 2004 zurück, der zweite, Alan Keyes, mietete erst ab August 2004 einen Wohnsitz in Illinois und führte einen polarisierenden Wahlkampf. Wegen seines sicheren Vorsprungs in Wählerumfragen unterstützte Obama andere demokratische Kandidaten wie Melissa Bean finanziell und mit Auftritten.
Bei der Democratic National Convention 2004 in Boston, die John Kerry zum US-Präsidentschaftskandidaten kürte, hielt Obama am 27. Juli 2004 eine Grundsatzrede. Er schilderte darin seine Familiengeschichte, die seinen Glauben an den amerikanischen Traum begründet habe, und plädierte zum Schluss für nationale Einheit:

„Es gibt nicht ein liberales Amerika und ein konservatives Amerika – es gibt die Vereinigten Staaten von Amerika. Es gibt kein schwarzes Amerika und ein weißes Amerika und ein Latino-Amerika und asiatisches Amerika – es gibt die Vereinigten Staaten von Amerika. Kritiker möchten unser Land gerne in rote und blaue Staaten zerstückeln: rote Staaten für Republikaner und blaue Staaten für Demokraten. Aber auch für jene habe ich Neuigkeiten. Wir beten zu einem ehrfurchtgebietenden Gott in den blauen Staaten, und wir mögen keine Bundesagenten, die in unseren Bibliotheken in den roten Staaten herumstöbern. Wir trainieren die Little League in den blauen Staaten, und ja, wir haben ein paar schwule Freunde in den roten Staaten. Es gibt Patrioten, die gegen den Krieg im Irak waren, und es gibt Patrioten, die ihn unterstützten. Wir sind ein Volk, wir alle schwören dem Sternenbanner Gefolgschaft, wir alle verteidigen die Vereinigten Staaten von Amerika.“

Die Rede machte Obama landesweit bekannt und verschaffte ihm viele Sympathien. Er galt fortan als der erfolgreichste politische Aufsteiger der Demokraten und als möglicher künftiger Bewerber um das Präsidentenamt. Er gewann die Senatswahl mit 70 zu 27 Prozent, dem besten Ergebnis eines Neubewerbers für das Senatorenamt und dem höchsten Sieg bei einer landesweiten Wahl in Illinois.

#### Amtsführung und Initiativen

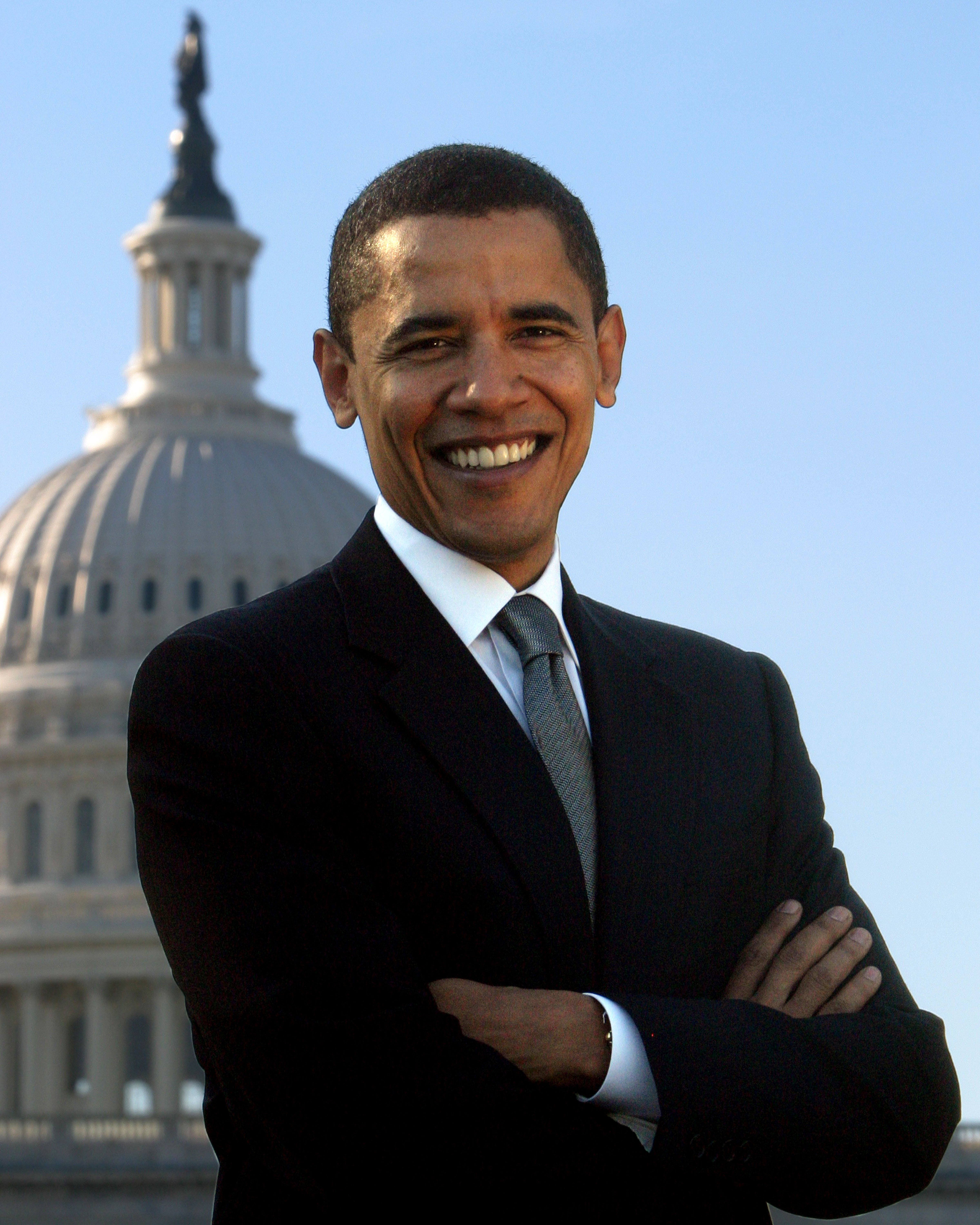
Offizielles Senatsfoto (2005)

Ab 4. Januar 2005 vertrat Obama neben dem dienstälteren Dick Durbin den Bundesstaat Illinois im Senat. Er initiierte 2005 und 2006 152 Gesetzesentwürfe und Senatsbeschlüsse und unterstützte weitere 427. Seine erste Gesetzesinitiative vom März 2005 sollte den Maximalbetrag der Pell Grants anheben und so Collegestudenten helfen, ihre Studiengebühren zu zahlen, gelangte aber im Senat nie zur Abstimmung. Im selben Monat – relativ früh – kündigte er die Gründung eines eigenen Political Action Committees an.
Im April 2005 brachte Obama einen Gesetzentwurf ein, der Tankstellen, die Ethanol-Zapfsäulen installieren würden, landesweit von bis zu 50 Prozent Steuern entlasten sollte. Steuerausfälle sollten mit Strafgeldern an PKW-Hersteller für das Überschreiten von gesetzlichen Benzinverbrauchsgrenzen ausgeglichen werden. Dies sollte die Klimabelastung durch Treibhausgase und Abhängigkeit der USA von Erdölimporten reduzieren.
Obama gehörte zu folgenden Senatsausschüssen: Außenpolitische Beziehungen, Gesundheit, Bildung, Arbeit und Renten, Innere Sicherheit und staatliche Angelegenheiten und Angelegenheiten der Veteranen.

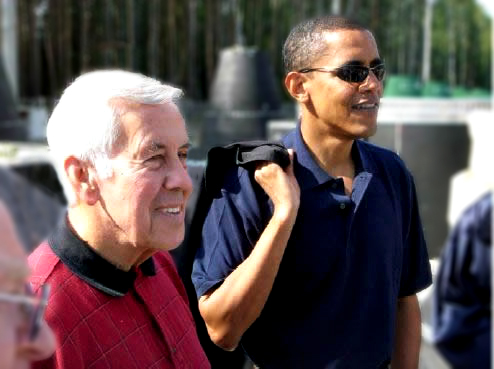
Die Senatoren Barack Obama und Richard Lugar bei Perm, Russland

Im August 2005 besuchten Obama und Richard Lugar für den Ausschuss für Auslandsbeziehungen Einrichtungen in Osteuropa, die der Kontrolle von Massenvernichtungswaffen dienen, etwa zur Vernichtung nuklearer Sprengköpfe in Saratow und zur Vorbeugung und Bekämpfung von Infektionskrankheiten in der Ukraine. Dort waren sie beim Abschluss eines Vertrages dabei, der Bioterrorismus aufdecken und Gefechtsrisiken beim Ausbruch infektiöser Krankheiten verringern soll.
Im Januar 2006 besuchte Obama mit einer Kongressdelegation die US-Truppen in Kuwait und im Irak und merkte dabei öffentlich an, der Konflikt dort sei nicht militärisch lösbar. In Israel traf er Außenminister Silvan Schalom, in den palästinensischen Autonomiegebieten Mahmud Abbas. Dabei unterstrich er, solange die Hamas Israels Vernichtung anstrebe, würden die USA ihre Beteiligung an der Palästinenserregierung nicht akzeptieren. Er initiierte den „Palestinian Anti-Terrorism Act of 2006“ mit, der Regierungen dazu aufruft, Kontakte und Finanzhilfen für die Hamas zu vermeiden und einzustellen, bis diese das Existenzrecht Israels anerkenne, der Gewalt abschwöre, abrüste und vorherige Abkommen einschließlich der „Roadmap“ akzeptiere.
Im August 2006 bereiste Obama mit seiner Familie einige Staaten in Subsahara-Afrika. In Kenia besuchte er den Geburtsort seines Vaters und kritisierte in einer landesweit ausgestrahlten Rede Korruption und ethnische Rivalitäten. Um mehr Kenianer von einem HIV-Test zu überzeugen, ließ sich das Ehepaar Obama in einer kenianischen Klinik öffentlich auf HIV testen.

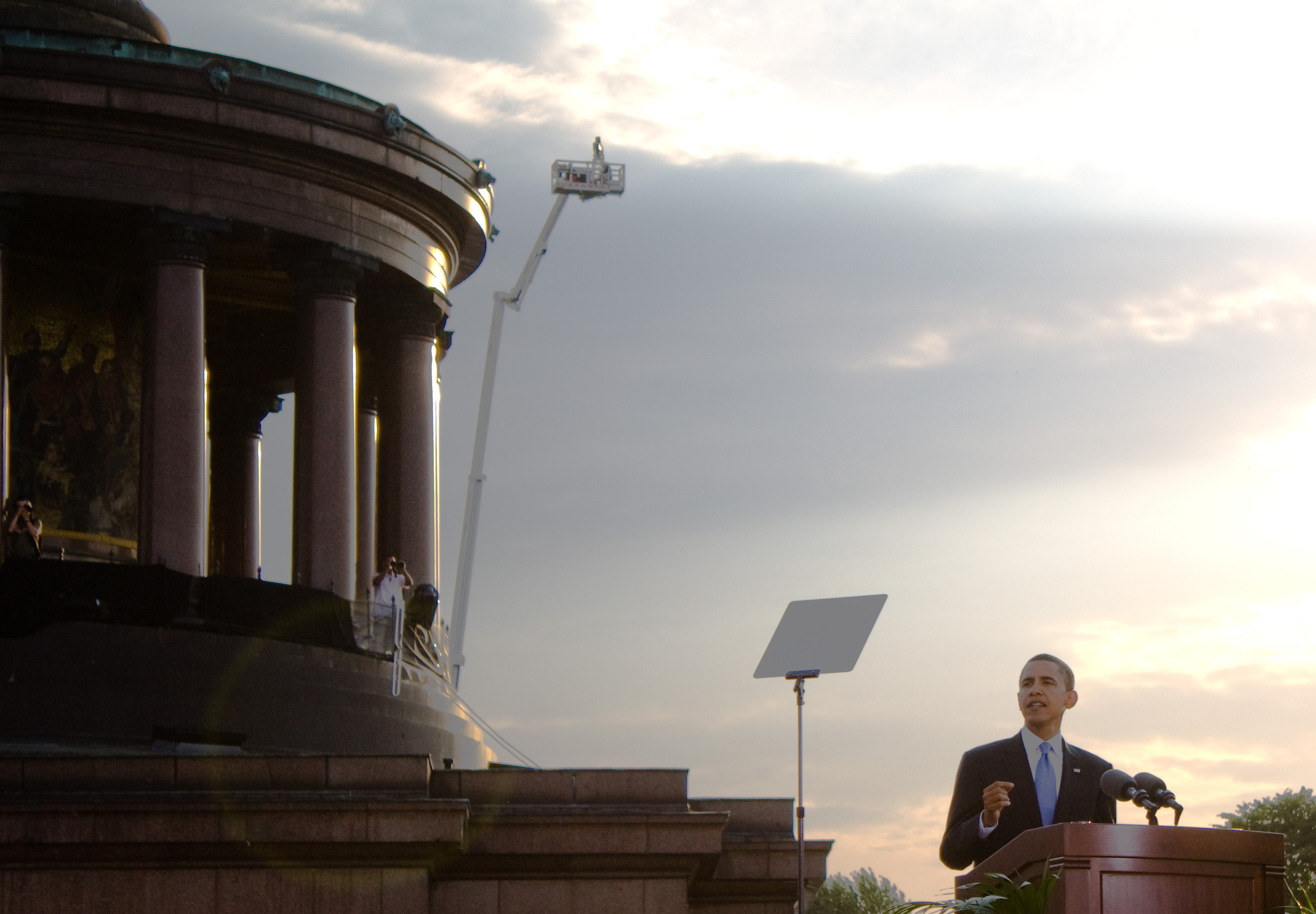
Obama während seiner Rede vor der Siegessäule in Berlin im Juli 2008

Im Juli 2008 besuchte Obama als voraussichtlicher Präsidentschaftskandidat der Demokraten mit zwei weiteren Senatoren zunächst die Truppen in Afghanistan und im Irak, führte dann Gespräche mit Politikern in Israel und den Palästinensergebieten und reiste nach Westeuropa. In Berlin hielt er nach Treffen mit Angela Merkel, Frank-Walter Steinmeier und Klaus Wowereit am 24. Juli vor der Siegessäule vor etwa 200.000 Zuhörern eine weltweit direkt übertragene Rede seines Europabesuchs.
Am 16. November 2008, zwölf Tage nach seinem Sieg bei der Präsidentschaftswahl, trat Obama als Senator von Illinois zurück. Der damals unter Korruptionsverdacht stehende Gouverneur von Illinois, Rod Blagojevich, bestellte Roland Burris zu seinem Nachfolger. Blagojevich wurde 2011 wegen Korruption verurteilt, nachdem er bereits im Januar 2009 vom Staatssenat des Amtes enthoben wurde.

### Präsidentschaftskandidat
Am 10. Februar 2007 verkündete Obama vor 18.000 Zuhörern in Springfield (Illinois), wo 149 Jahre zuvor der spätere Präsident Abraham Lincoln zur Abschaffung der Sklaverei aufgerufen hatte, seine Präsidentschaftskandidatur. Er versprach ein baldmöglichstes Ende des Irakkriegs, eine erschwingliche Krankenversicherung für alle US-Bürger und eine Energiewende.
Nach drei Monaten, so früh wie kein anderer Präsidentschaftskandidat, erhielt er Personenschutz des Secret Service.

#### Finanzierung
Im gesamten Wahlkampfverlauf erzielte Obamas Kampagne zahlreiche Spendenrekorde, besonders bei Kleinspenden. Im ersten Jahr während der Vorwahlen übertraf Obama mit 101.524.154 US-Dollar Spendeneinnahmen seine demokratische Rivalin Hillary Clinton.
Nach den Vorwahlsiegen in Iowa und South Carolina erhielt er allein im Januar 2008 die Rekordsumme von 32 Millionen US-Dollar.
Am 19. Juni 2008 verzichtete Obama als erster aussichtsreicher Präsidentschaftskandidat auf die öffentliche Wahlkampffinanzierung und setzte weiterhin auf Spenden. Nach einer Untersuchung des Campaign Finance Institute stammten 34 % seines Spendenvolumens aus Spenden unter 200 $, 23 % resultierten aus Spenden zwischen 201 und 999 $, 43 % aus Spenden in Höhe von 1000 $ oder mehr.
Zu den 20 größten Spendern, die Obama unterstützt haben, gehörten auch vier der fünf großen New Yorker Investmentbanken: Goldman Sachs mit insgesamt 994.795 $ in den Jahren 2007 und 2008 auf Rang eins, JPMorgan Chase mit 373.500 Dollar auf Rang drei, Lehman Brothers mit 330.800 Dollar (Rang 7) und Morgan Stanley mit 274.200 Dollar, hinzu kamen die Großbanken Citigroup und UBS auf den Rängen vier und fünf mit Spenden in Höhe von 371.000 bzw. 370.850 Dollar. Diese Summen wurden meist im Rahmen von Mitarbeitersammelaktionen samt deren Familien aufgebracht und dann im Namen des Unternehmens überwiesen.
Die amerikanische Behörde zur Regulierung der Wahlkampffinanzierung, die Federal Election Commission, erlegte Obamas Wahlkampagne 2008 im Dezember 2012 ein Bußgeld in Höhe von 375.000 $ auf. Grund war die nicht rechtzeitige Mitteilung von Spenden in Höhe von knapp 2 Millionen $.

#### Vorwahlen

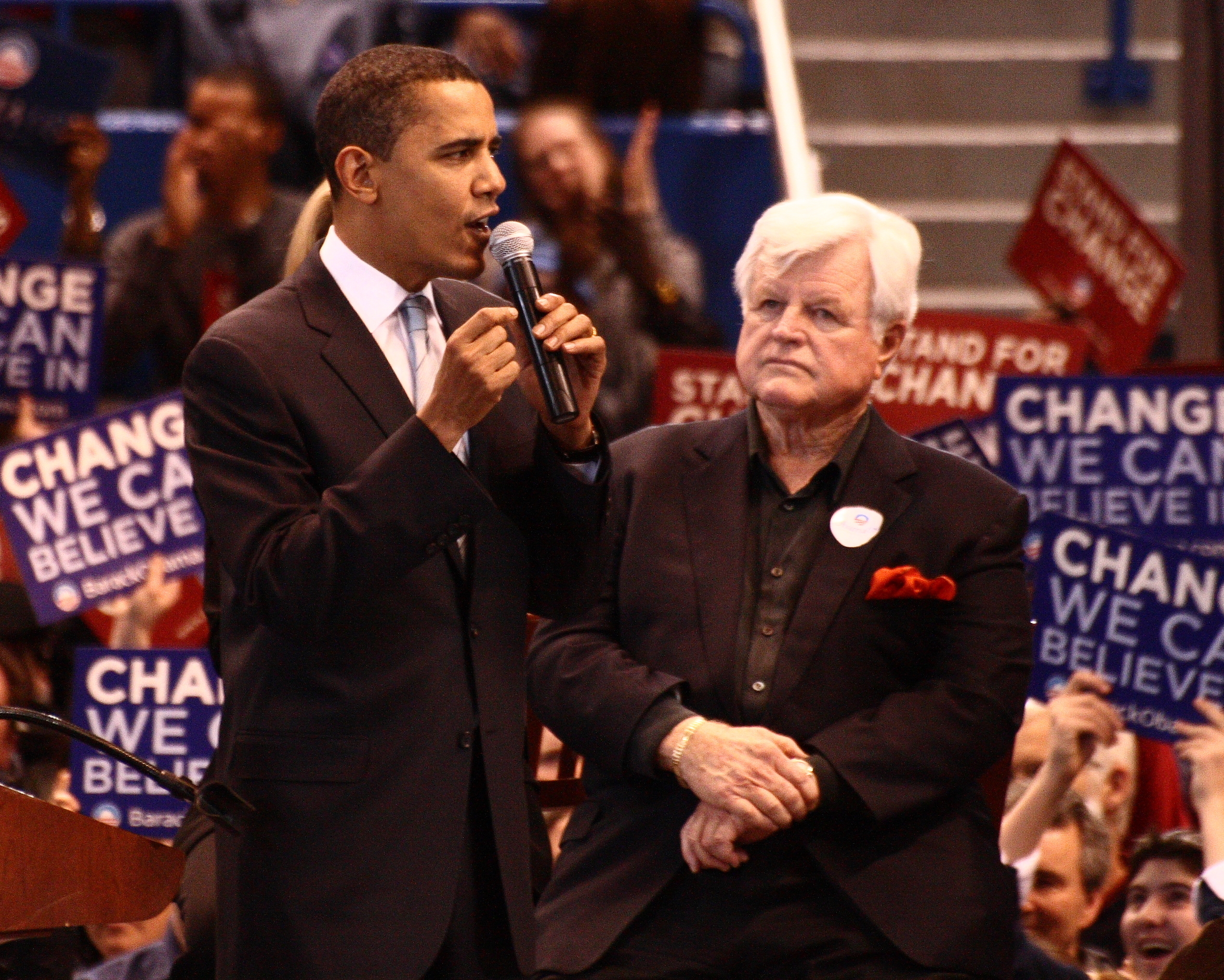
Obama mit Ted Kennedy am 4. Februar 2008 bei Vorwahlen, dahinter Anhänger mit seinem Wahlkampfslogan „Yes We Can“

Im Vorwahlkampf der Demokratischen Partei verblieben von allen Bewerbern nach den ersten Vorwahlen ab März 2008 nur noch Obama und Hillary Clinton, die sich bis zum 7. Juni 2008 einen harten Kampf lieferten.
Dabei wurde Obamas früherer Kontakt zu dem Unternehmer Tony Rezko kritisiert, der nach zweijährigem Prozess wegen verschiedener Korruptionsdelikte im Juni 2008 in Chicago verurteilt wurde. Er war Fundraiser für Obama und andere Politiker aus Illinois gewesen und soll ihm einen vergünstigten Hauskauf ermöglicht haben. Illegales Handeln dabei wurde nicht nachgewiesen.
Obama gewann die Vorwahlen in 29 der 50 Bundesstaaten. In Texas, wo nach zwei Verfahren abgestimmt wurde, gewann er in den Caucuses, nachdem er die Primary verloren hatte. Ferner siegte er im District of Columbia, in den Territorien Guam und Amerikanische Jungferninseln sowie bei den im Ausland lebenden Demokraten. Dennoch lieferte sich Hillary Clinton ein Kopf-an-Kopf-Rennen mit ihm, weil sie in den meisten bevölkerungsreichen Staaten besser abschnitt.
Am 3. Juni 2008 erreichte Obama die notwendige Mehrheit der Delegierten für eine Nominierung zum Präsidentschaftskandidaten seiner Partei. Am 7. Juni gratulierte ihm Hillary Clinton öffentlich zu seinem Sieg und beendete ihre Kampagne.
Am 23. August 2008 gab Obama seine Wahl von Joe Biden, dem dienstälteren Bundessenator aus Delaware, zum Vizepräsidentschaftskandidaten bekannt. Am 27. August nominierten die Delegierten der Democratic National Convention in Denver Obama per Akklamation zum Präsidentschaftskandidaten ihrer Partei.
Am Folgetag nahm er die Nominierung mit einer Rede vor 80.000 Zuhörern des Parteitags und vor 37,5 Millionen Fernsehzuschauern an.

#### Hauptwahlen und Wahlsieg

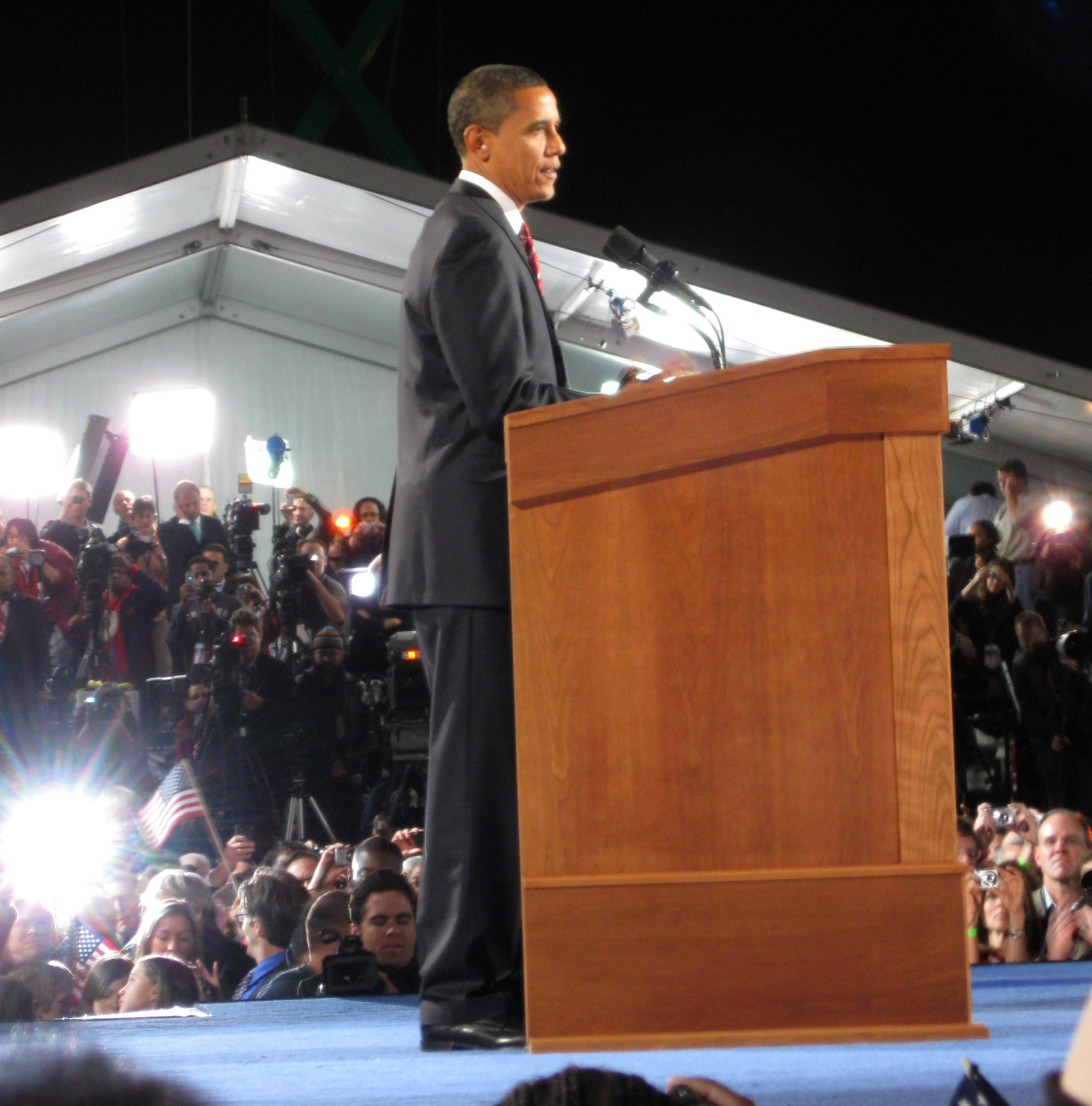
Obama bei seiner Siegesrede am Abend des Wahltags, 4. November 2008 in Chicago (Volltext)

Obama führte nach einer vom BBC durchgeführten, internationalen Umfrage in 22 Staaten vom September 2008 in allen 22 Staaten gegen seinen republikanischen Rivalen John McCain mit durchschnittlich 49 zu 12 Prozent: der Zuspruch für Obama reichte von 9 Prozent in Indien und 58 Prozent in Deutschland bis zu 82 Prozent in Kenia.
In manchen nationalen Umfragen gab es nach der Nominierung Sarah Palins zur Vizekandidatin McCains (28. August 2008) zeitweise einen Gleichstand oder leichten Vorsprung für McCain. Ab 19. September sagten die Wählerumfragen kontinuierlich einen Vorsprung für Obama voraus. Kritik fanden Versuche des republikanischen Wahlkampfteams, Obamas Charakter in Zweifel zu ziehen. Sarah Palin behauptete am 3. Oktober 2008, er habe Umgang mit Terroristen. Gemeint war der Weathermen-Mitbegründer Bill Ayers, der als Pädagogikprofessor später einige Zeit – wie Obama und andere, republikanische Politiker – dem Verwaltungsrat einer Wohltätigkeitsorganisation angehört hatte. Obama hatte sich wiederholt von dessen Taten und Ansichten distanziert.
Am nationalen Wahltag, dem 4. November 2008, errangen Obama und Joe Biden eine Mehrheit von 365 Wahlmännern des Wahlmännerkollegiums und 53 Prozent aller abgegebenen Wählerstimmen gegenüber 173 Wahlmännern und 46 Prozent für John McCain und Sarah Palin. Zugleich vergrößerten die Demokraten ihre Mehrheit im US-Senat um mindestens sieben auf 58 Sitze gegenüber 41 Sitzen für die Republikaner, im US-Repräsentantenhaus um 21 Sitze auf 257 gegenüber 178 Sitzen.
Neben allen Bundesstaaten, die bei der vorherigen Präsidentschaftswahl 2004 mehrheitlich für den Demokraten John Kerry gestimmt hatten, gewann Obama auch einige Bundesstaaten, die 2004 für die Wiederwahl des Republikaners George W. Bush votiert hatten. Darunter waren Virginia, North Carolina und Indiana. Dort waren zuvor jahrzehntelang republikanische Kandidaten gewählt worden. Zudem siegte er in den wichtigen Swing States New Mexico, Ohio, Florida, Iowa, Nevada und Colorado sowie in einem Wahlmännerbezirk von Nebraska.

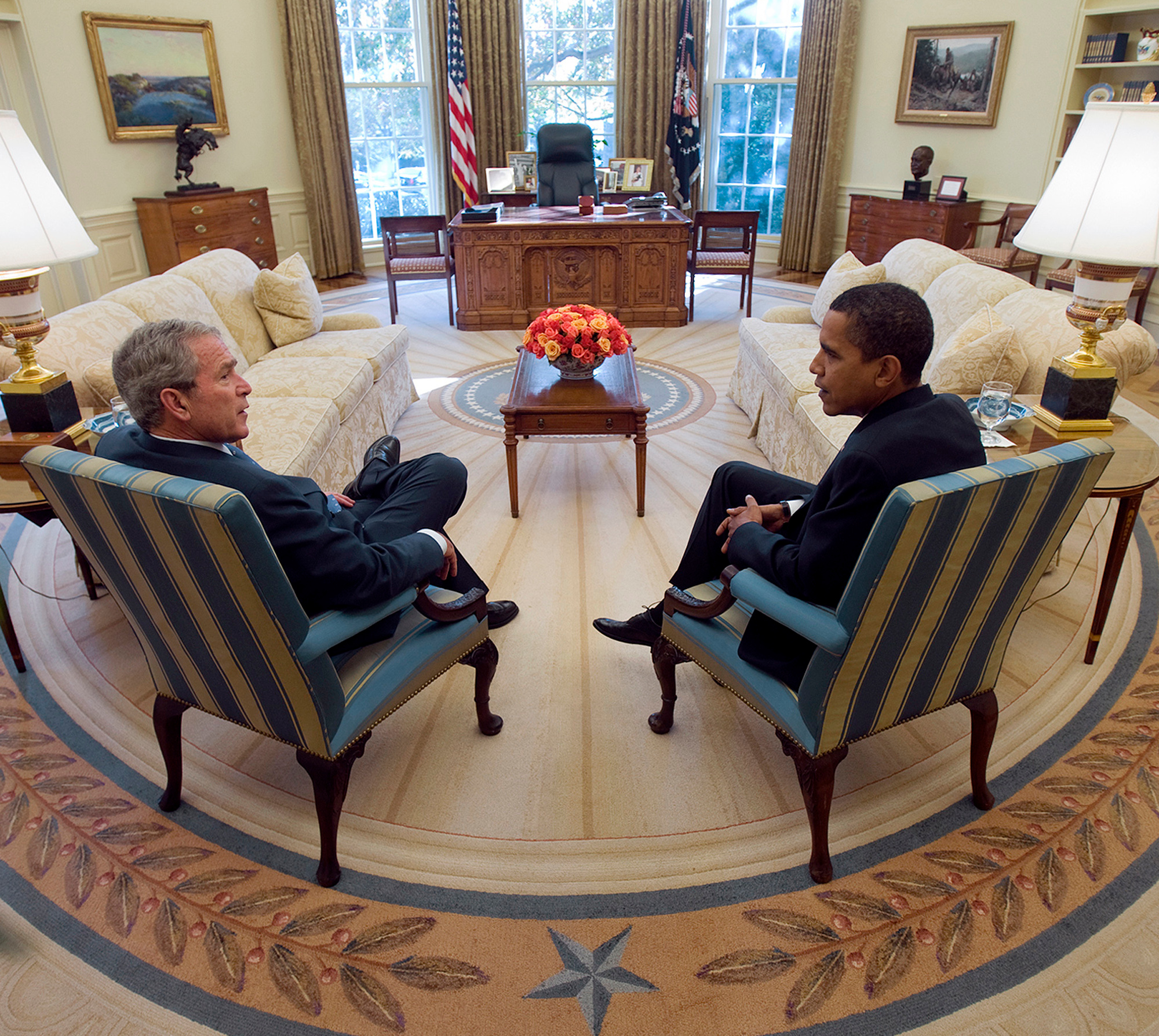
George W. Bush und Barack Obama im Präsidentschaftsübergang, November 2008

Bei der Zusammenkunft der 538 Wahlmänner am 15. Dezember 2008 vereinte Obama 365, John McCain 173 Stimmen auf sich. Damit war Obama zum 44. US-Präsident gewählt. Der 111. Kongress stellte das Wahlergebnis bei seiner ersten Sitzung am 8. Januar 2009 offiziell fest.
Im Hauptwahlkampf war die Finanzkrise zum wichtigsten Thema geworden. Obamas nach den Umfragen absehbarer Wahlsieg wurde vor allem darauf zurückgeführt, dass die meisten Wähler deren Lösung eher ihm zutrauten. Hinzu kamen seine hohen Stimmenanteile bei starken Minderheiten und Erstwählern.

#### Rolle des Internets
Obamas Wahlkampf wurde als erste Internet-Kampagne bezeichnet, die traditionelle Wahlkämpfe transformieren werde. Unter dem Hauptmotto change („Wandel“) bediente sich sein Wahlkampfteam auch neuer Medien. Es erzielte seine meisten Spendeneinnahmen über das Internet, etwa Facebook. In einem Web-2.0-ähnlichen Webseitenbereich ermöglichte das Team Obamas Anhängern Kommentare, Fragen, Treffen und Gruppenbildung.
Auch millionenfach angeschaute YouTube-Videos beeinflussten den Wahlkampf, darunter ein Video von Philip de Vellis, einem ehemaligen Mitarbeiter von Obamas Webauftritt, das Hillary Clinton als Big Brother darstellte, ein Musikvideo der Sängerin Amber Lee Ettinger, das sie als „Obamagirl“ bekannt machte, und das Musikvideo Yes We Can des Black-Eyed-Peas-Sängers will.i.am, das eine Wahlkampfrede Obamas zu einer Collage verarbeitete.

#### Rolle der afroamerikanischen Identität
Obama berief sich im Wahlkampf oft auf seine ethnisch und kulturell vielfältige Herkunft und afroamerikanische Identität, um so verschiedenen Gruppen Identifikation mit ihm zu ermöglichen. Er hatte schon 1995 in seiner Autobiografie Dreams from My Father auf vielfältige Vorfahren verwiesen. 2004 hatte er seinen ostafrikanischen Vornamen Barack vor einer jüdischen Gemeinde mit dem hebräischen Wort Baruch („gesegnet“) erklärt.
Medienkommentatoren hatten Obamas Image schon 2004 „Jedermann-Bild“ genannt, seine erwartete Präsidentschaftskandidatur 2006 als kulturellen Rorschachtest und 2007 als Selbstprüfung der US-amerikanischen Identität dargestellt. Obama personifiziere das „Sowohl-als-auch“ im Kontrast zum „Entweder-oder“, so dass er die Nation über die Kulturkämpfe der 1960er Jahre hinausbringen könne.

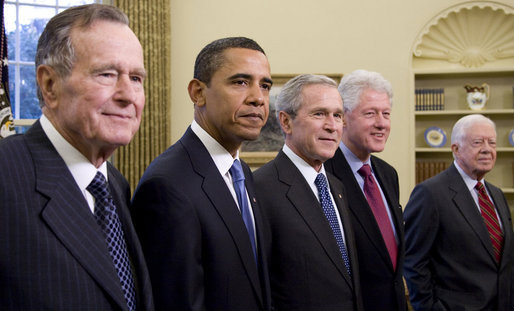
Obama mit seinen Amtsvorgängern: George H. W. Bush, George W. Bush, Bill Clinton, Jimmy Carter im Oval Office am 7. Januar 2009

Seine Herkunft, Erziehung im Ausland und Ausbildung an Eliteuniversitäten unterscheiden Obama von früheren afroamerikanischen Präsidentschaftskandidaten wie Jesse Jackson, die aus der Bürgerrechtsbewegung kamen.
Gefragt, ob er für schwarze Wähler „schwarz genug“ sei, antwortete Obama im August 2007 bei einem Treffen der National Association of Black Journalists: Die Frage sei verfehlt und decke nur auf, „dass wir immer noch in der Stimmung sind, dass, wenn man für Weiße ansprechbar ist, mit einem etwas nicht stimmen könne.“
In Anspielung auf die Inaugurationsrede von Präsident John F. Kennedy unterstrich Obama im Oktober 2007: „Ich würde hier nicht stehen, wenn nicht immer wieder von neuem die Fackel an eine neue Generation gegeben worden wäre.“
Seine Kandidatur galt im Wahlkampf als Erfüllung von Zielen schwarzer Bürgerrechtler: “Rosa sat so Martin could walk; Martin walked so Obama could run; Obama is running so our children can fly.”
In Martin Luther Kings Heimatkirche appellierte Obama am 20. Januar 2008 an die Einheit der Nation für Gerechtigkeit, um den wesentlichen Mangel an Empathie zu beheben. Er kritisierte den andauernden Rassismus gegen Schwarze – etwa am Beispiel eines Vorfalls an einer Kleinstadtschule in Jena (Louisiana) im September 2006 – ebenso wie Diskriminierung von Homosexuellen, Antisemitismus und Vorbehalte gegen Einwanderer auch unter Schwarzen. King habe Weißen und Schwarzen durch sein Lebensbeispiel gezeigt, dass Vergebung und Verantwortung füreinander möglich seien.
Gegner und konservative Medien wie der Sender Fox News versuchten, ihn mit Verweis auf seinen zweiten Vornamen „Hussein“ als heimlichen Muslim darzustellen. Sie verbreiteten seit 2007 das Gerücht, er habe als Kind in Indonesien eine strikt muslimische Schule (Madrasa) besucht. Der Vizedirektor dieser Schule erklärte dazu in einem CNN-Interview: „Wir sind eine öffentliche Schule, wir konzentrieren uns nicht auf Religion.“
Im Februar 2008 zeigte ein Foto im Internet Obama mit einem Turban, den er als Gast bei seinem Keniabesuch getragen hatte. Obamas Wahlkampfteam und parteiunabhängige Medien veröffentlichten daraufhin Gegendarstellungen.
Auch sein Kontrahent John McCain wies die Behauptung, Obama sei Muslim, auf einer Wahlkampfveranstaltung zurück.
Am 13. März 2008 veröffentlichte der Fernsehsender ABC Passagen aus einer Predigt des Pastors Jeremiah Wright, der Michelle und Barack Obama getraut und ihre Kinder getauft hatte. Mit Bezug auf prophetische Bibeltexte und die Lage für Afroamerikaner in US-Gefängnissen äußerte er: Nein, nein, nein, nicht Gott segne Amerika! Gott verdamme Amerika …. Viele Medien verbreiteten nur diesen Predigtausschnitt und beurteilten ihn als rassistisch und antiamerikanisch.
Am 18. März 2008 bezog Obama dazu und zum Problem des Rassismus in den USA Stellung. Er sprach von der „nie ausgeräumten Rassenfrage“, die ihren Ursprung in der Sklaverei, „der Erbsünde der Nation“ und die Generation der Bürgerrechtler geprägt habe, aber die tatsächlichen Fortschritte und gemeinsamen Probleme von Schwarzen und Weißen nicht verdecken dürfe. Die Rede löste eine Debatte aus.
Als Wright in einem Fernsehinterview und vor der NAACP und dem National Press Club ähnliche Aussagen wie in seinen Predigten wiederholte, distanzierte sich Obama persönlich und politisch Ende April 2008 von ihm. Nachdem ein Gastprediger seiner Heimatgemeinde Obamas Rivalin Hillary Clinton einen für Weiße typischen Besitzanspruch auf das Präsidentenamt nachgesagt hatte, trat das Ehepaar Obama am 31. Mai 2008 aus der Trinity United Church of Christ in Chicago aus.
Schon Obamas Vorwahlsiege wurden als „Schlag gegen die Opferidentität“ von Afroamerikanern und Indiz für die fortgeschrittene Überwindung des Rassismus in den USA gedeutet.

#### Rolle der Religion
Obama wuchs nach eigener Aussage nicht in einem „religiösen Haushalt“ auf, wurde aber wegen Erfahrungen mit afroamerikanischem Gemeindeleben in Chicago Christ. Schon als Kind besuchte er zeitweise die Sonntagsschule der unitarischen Kirche in Honolulu. Er trat 1985 der United Church of Christ bei, die sich für soziale Gerechtigkeit für Afroamerikaner im Sinne der Black Theology einsetzt.
Am 28. Juni 2006 hatte er in einer Grundsatzrede zum Verhältnis von Religion und Politik kritisiert, dass konservative Christen aus dem Bible Belt liberale Gegner oft als unmoralisch und gottlos zugleich etikettierten, diese umgekehrt Religion im öffentlichen Raum als unvermeidlich irrational, intolerant oder gar fanatisch ablehnten. Stattdessen solle die mögliche Versöhnung von Glaube und moderner pluralistischer Demokratie ernsthaft diskutiert werden, da weit mehr US-Bürger an Engel als an die Evolution glaubten. Dies sei der Ausdruck eines tiefen Sinn- und Erlösungsbedürfnisses. Er selbst habe in der schwarzen Kirche eine Hoffnungsquelle für den Kampf für sozialen Wandel, Freiheit und Menschenrechte entdeckt.
Obama tritt für weitgehende rechtliche Gleichstellung von Lesben und Schwulen ein. Für die Fürbitte bei seiner Inauguration wählte er jedoch den populären evangelikalen Prediger Rick Warren, der die gleichgeschlechtliche Ehe ablehnt. Auf Kritik aus der Lesben- und Schwulenbewegung daran antwortete er: Trotz politischer Differenzen sei das Gemeinsame zu unterstreichen. Er gründete einen Gebetskreis mit fünf Pastoren verschiedener Konfessionen, die nicht zur religiösen Rechten der USA gehören und von denen er persönlichen Rat und Hilfe annimmt.

## Präsidentschaft

### Amtseinführung
Obama reiste am 17. Januar 2009 mit einem historischen Eisenbahnzug Abraham Lincolns an; am 18. Januar 2009 besuchte er mit seiner Familie ein zu seinen Ehren veranstaltetes großes Rockkonzert vor dem Kapitol.
Die erste Amtseinführung Obamas fand am 20. Januar 2009 statt. Das Eröffnungsgebet der Zeremonie sprach Gene Robinson, das Schlussgebet der Bürgerrechtler Joseph Lowery. Um 12:05 Uhr Ortszeit nahm der Oberste Richter John Roberts Obama auf der sogenannten Lincoln-Bibel den Amtseid ab. Obama war der erste Präsident, der als Senator gegen die Nominierung des ihn vereidigenden Richters als Oberster Richter gestimmt hatte. Da beide einige Worte vertauschten und wegließen, wiederholten sie den Eid einen Tag später im Weißen Haus, um verfassungsrechtliche Zweifel zu beseitigen.

### Erste Maßnahmen
Nachdem seine Regierung (Kabinett Obama) am 20. Januar 2009 gebildet und größtenteils vereidigt worden war, setzte Obama noch am selben Tag alle noch nicht in Kraft getretenen Verordnungen seines Vorgängers George W. Bush zur Prüfung aus. Am 21. Januar ließ er alle laufenden Militärgerichtsverfahren gegen Häftlinge im Gefangenenlager Guantanamo Bay für 120 Tage aussetzen, um sie juristisch zu überprüfen, und erließ ein Memorandum zum Start der Open Government Initiative, mit der ein „nie dagewesenes Maß an Offenheit in der Regierung“ erreicht werden sollte.
Am 23. Januar verbot er dem US-Geheimdienst CIA die Anwendung von Folter und ordnete die Schließung aller Geheimgefängnisse und Auflösung des Lagers Guantanamo Bay innerhalb eines Jahres an. Damit erfüllte er das Wahlkampfversprechen, den Military Commissions Act aufzuheben und Grundrechte wie das Recht auf richterliche Haftprüfung wiederherzustellen. Das Gefangenenlager Guantanamo Bay wurde allerdings während der Amtszeit weder geschlossen noch wurden alle damaligen Häftlinge entlassen. Unter anderem weigerte sich der Kongress der Vereinigten Staaten, Gefangene in die USA zurückzunehmen oder Mittel für deren Überstellung ins Ausland zur Verfügung zu stellen.
In den Folgetagen verfügte er eine Einkommensobergrenze für Regierungsmitglieder und die Veröffentlichung von Regierungsbeschlüssen, welche die Regierung Bush geheim gehalten hatte. Er erlaubte Finanzhilfen für internationale Organisationen, die sich nicht strikt gegen Abtreibung stellen, und erließ eine Durchführungsverordnung, die es Kalifornien und weiteren Bundesstaaten erlaubt, strengere Abgasvorschriften einzuführen. Am 30. Januar 2009 unterzeichnete er ein Gesetz, das es ethnischen Minderheiten und Frauen ermöglicht, einfacher gegen ungleiche Arbeitslöhne vorzugehen.

### Außenpolitik

#### Diplomatie

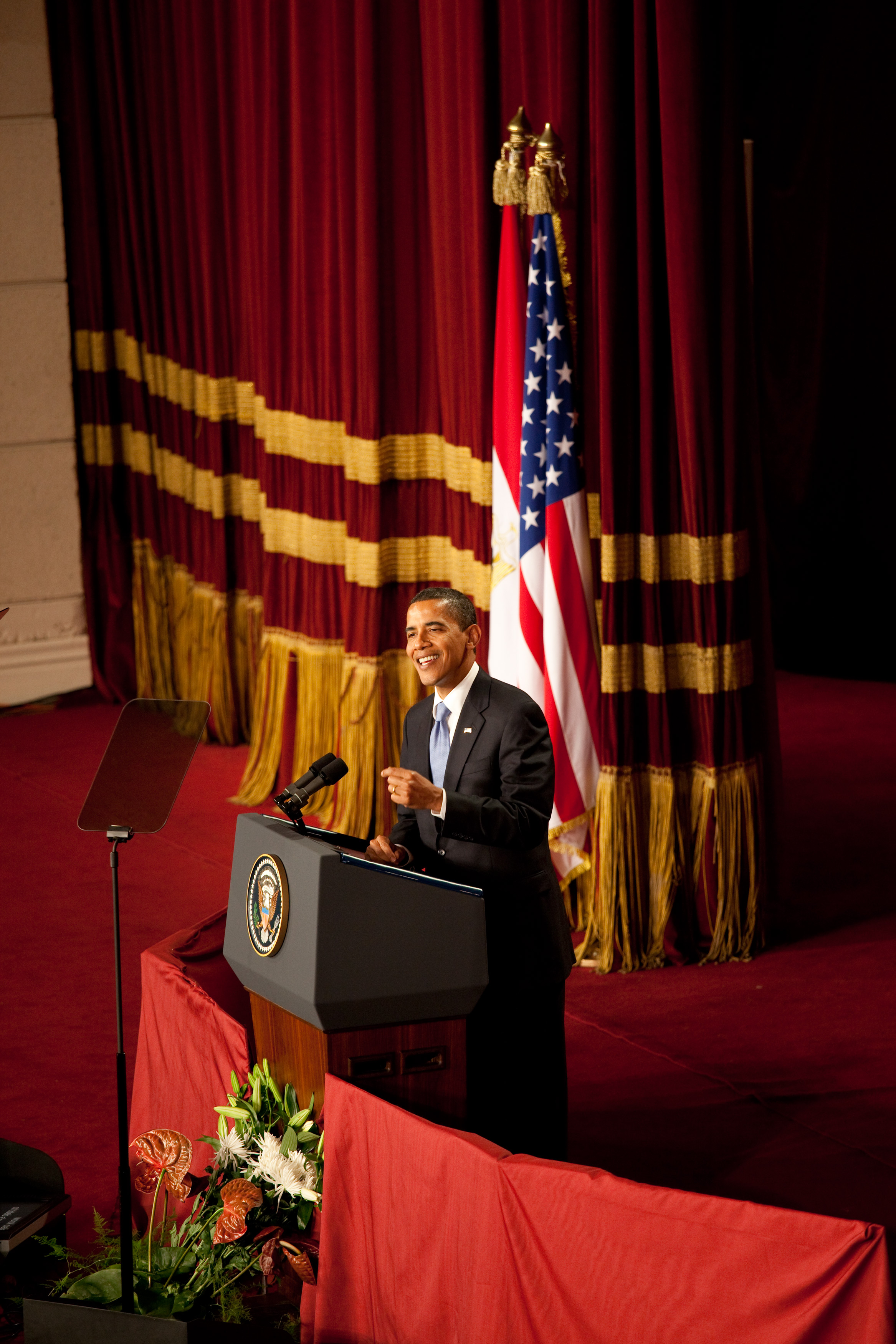
Obama bei seiner Rede an der Universität Kairo, Juni 2009

Obama war im Wahlkampf dafür angetreten, Alleingänge der USA wie unter seinem Amtsvorgänger zu beenden und neues Vertrauen der Staatengemeinschaft zu gewinnen. Er wolle „durch ihre Tat und als Vorbild“ die diplomatische und moralische Führungsrolle der USA in der Welt erneuern. Er wies Isolationismus und Imperialismus zurück: „Wir können uns weder aus der Welt zurückziehen noch versuchen, sie in die Unterwerfung zu schikanieren.“
Das erste Interview nach seinem Amtsantritt gab Obama dem arabischen Sender al-Arabiya. Zum iranischen Nouruz (Neujahrsfest) bot er dem Iran am 19. März 2009 eine neue Partnerschaft an.
Während seiner Europareise im April 2009 warb er dafür, die Türkei voll in die Europäische Union aufzunehmen, um so das Verhältnis zwischen der westlichen und der muslimischen Welt zu verbessern.
Am 4. Juni 2009 hielt Obama im Kuppelsaal der Universität Kairo eine Rede an die islamische Welt. Er warb darin für einen Neuanfang im Verhältnis zum Islam und mehr Demokratie im arabischen Raum. Er forderte von Israel, den Siedlungsbau im Westjordanland zu beenden, und von den Palästinensern, Israels Dasein anzuerkennen. Die einzige Zukunft für beide liege in der Zweistaatenlösung. Um keine Zweifel an der Solidarität der USA mit Israel aufkommen zu lassen, besuchte Obama tags darauf das KZ Buchenwald.
Von Januar 2009 bis Februar 2013 war Hillary Clinton Außenminister in der Regierung Obamas. Von Februar 2013 bis zum Amtsende von Obama im Januar 2017 war der vorherige US-amerikanische Präsidentschaftskandidat John Kerry Außenminister.

#### Abrüstung

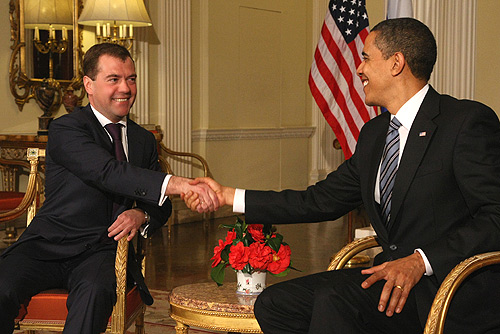
Obama beim G20-Gipfel in London mit dem russischen Staatspräsidenten Dmitri Medwedew, April 2009

In seiner Rede am 24. Juli 2008 in Berlin betonte Obama das Ziel einer Welt ohne Atomwaffen. Am 5. April 2009 verkündete er vor der Prager Burg die weltweite Abschaffung aller Atomwaffen als langfristiges Ziel seiner Politik.
Ein Jahr später unterzeichnete er mit dem russischen Staatspräsidenten Medwedew in Prag das New START-Abkommen, das die Zahl der Atomsprengköpfe beider Staaten auf jeweils 1550 reduzieren soll. Dies wurde als bis dahin größter Erfolg der Außenpolitik Obamas und wichtiger vertrauensbildender Schritt der ehemaligen Gegner im Kalten Krieg gewertet.
Nachdem Nordkorea im August 2009 zwei US-Journalistinnen freigelassen und bilaterale Gespräche mit den USA über sein Atomwaffenprogramm angeboten hatte, erklärte Obama sich am 12. September 2009 dazu bereit. Am 17. September erklärte er den Verzicht auf die von Bush geplante Aufstellung von Abwehrraketen in Polen und kündigte ein „stärkeres, intelligenteres und schnelleres“ sowie kostengünstigeres Abwehrsystem gegen iranische Mittelstreckenraketen an. Damit entfiel ein wesentliches Hindernis für den atomaren Abrüstungsvertrag mit Russland.
Am 24. September 2009 leitete Obama erstmals eine Sitzung des UN-Sicherheitsrates und brachte die UN-Resolution 1887 ein. Darin wurde ein gemeinsames Vorgehen aller 15 Ratsmitgliedsstaaten gegen die Verbreitung von Atomwaffen und zur weiteren atomaren Abrüstung vereinbart. Vorgesehen war die Sicherung aller nuklearen Materialien innerhalb von vier Jahren. Alle Atommächte sollten in Verhandlungen über einen allgemeinen Abrüstungsvertrag eintreten. Sein Ziel – eine Welt ohne Atomwaffen zu schaffen – begründete Obama mit dem Völkerrecht: „Ein Atomkrieg kann nicht gewonnen und darf niemals geführt werden.“ Die Resolution wurde einstimmig angenommen.
Eine von etwa 100 Staaten getragene Resolution verlangte das Aussetzen aller Atomtests und die rasche Ratifizierung des Kernwaffenteststopp-Vertrags von 1995, dessen Inkrafttreten neun Staaten, darunter die USA, Iran und Nordkorea, bisher blockieren.
Am 12. März 2009 unterzeichnete Obama ein Gesetz, das den Export von Streumunition auf Clusterbomben begrenzt, die weniger als ein Prozent nicht explodierte Munition zurücklassen, und damit nahezu ausschließt. Obama war schon 2007 für ein Exportverbot für Clusterbomben eingetreten. Das internationale Übereinkommen über Streumunition trat am 1. August 2010 in Kraft und verbietet diese Waffen völlig.
Am 24. November 2009 gab Obamas Regierung bekannt, die USA würden der Ottawa-Konvention von 1997 zum Bann von Landminen, die auch deren Lagerung verbietet, wegen Sicherheitsbedenken nicht beitreten. Nach weltweiten heftigen Protesten erklärte ein Sprecher am nächsten Tag, der Beitritt werde geprüft.
Im Mai 2010 drängte eine Senatsmehrheit Obama, das Abkommen zu unterzeichnen. 2014 gab Obama bekannt, dass der Konvention nicht beigetreten werde, die USA sich jedoch dazu verpflichten, keine Landminen auf der Welt einzusetzen; eine Ausnahme sei, hinsichtlich der Gefahr durch Nordkorea, die koreanische Halbinsel.
Obama strebte eine Zentralbehörde an, die Rüstungsexporte der USA kontrollieren, vereinfachen und beschleunigen soll. Kritiker äußerten die Befürchtung, dies könne eine Zunahme von Waffenexporten auch in Kriegsgebiete bedeuten.
Bei einem Gipfeltreffen von 46 Staatsführern in Washington D.C. im April 2010 erreichte Obama gemeinsame Beschlüsse, spaltbares Material besser zu sichern, Atomschmuggel schärfer zu bestrafen, in Atomreaktoren weniger hoch angereichertes Uran zu verwenden und der IAEA mehr Überwachungsrechte einzuräumen. Es wurde ein Abänderungsprotokoll zum Plutonium Management and Disposition Agreement unterzeichnet. Die Ukraine sagte zu, ihr gesamtes hochangereichertes Uran bis 2012 zu beseitigen; Russland wollte seinen letzten Reaktor zur Plutonium-Herstellung stilllegen. Nach einem Bericht der New York Times handelt es sich zunächst nur um einen Abbau der strategischen Waffen; das taktische Nuklearwaffen-Arsenal wird dagegen mit viel Geld modernisiert.
Am 27. Mai 2016 besuchte Obama als erster US-amerikanischer Präsident Hiroshima; zuvor hatte er am G7-Gipfel in Ise-Shima teilgenommen. 71 Jahre nach dem Atombombenabwurf auf die japanische Stadt legte er gemeinsam mit dem japanischen Premierminister Shinzō Abe einen Kranz am Kenotaph für die Opfer der Atombombe im Friedenspark nieder und sprach sich erneut für eine atomwaffenfreie Welt aus.
Zuvor hatte Obama erklärt, dass er sich für den Atombombenabwurf nicht entschuldigen werde. Er wollte gemeinsam mit Abe „der Welt die Möglichkeit der Aussöhnung zeigen, dass frühere Feinde die stärksten Verbündeten werden können“.

#### Entwicklungs- und Katastrophenhilfe
Außenministerin Hillary Clinton beschrieb am 13. Januar 2009 als vorrangige Ziele der Afrikapolitik Obamas: „den Kampf gegen al-Qaidas Versuche, in gescheiterten Staaten am Horn von Afrika Zuflucht zu suchen; afrikanischen Nationen zu helfen, ihre natürlichen Ressourcen zu erhalten und faire Profite zu erlangen; den Krieg im Kongo zu stoppen; die Autokratie in Simbabwe und die menschliche Verwüstung in Darfur zu beenden.“
Seit 2005 hatte Obama energischeres Handeln gegen den Völkermord in Darfur gefordert und 180.000 US-Dollar seiner privaten Anlagen, die in Verbindung mit dem Sudan gebracht werden konnten, desinvestiert.
Am 19. Oktober 2009 rückte er von stärkeren Sanktionen gegen den Sudan ab und erklärte sich bereit, unter bestimmten Bedingungen mit dessen Präsident Umar al-Baschir zusammenzuarbeiten. Man werde aber internationale Anstrengungen unterstützen, die für Genozid und Kriegsverbrechen in Darfur Verantwortlichen zur Rechenschaft zu ziehen. Der Sudan bleibe auf der Liste der staatlichen Förderer von Terrorismus.
Obamas Regierung unterstützte die Regierung Somalias militärisch und finanziell, etwa mit 40 Tonnen Waffen für ihren Kampf gegen die als islamistisch eingestufte Organisation al-Shabaab, um so eine befürchtete Anziehung von al-Qaida und anderen terroristischen Gruppen zu verhindern.
Obama hatte im Wahlkampf versprochen, die jährliche Entwicklungshilfe der USA bis 2012 auf 50 Milliarden US-Dollar zu verdoppeln. Er initiierte den „Global Poverty Act of 2007“, um eine Strategie zur Reduktion der weltweiten Armut zu entwickeln.
Er unterstützt die Millennium Development Goals.
Am 14. Januar 2010 sagte Obama 100 Millionen US-Dollar Soforthilfe für das zwei Tage zuvor von einem schweren Erdbeben getroffene Haiti zu, entsandte zunächst 3500 Soldaten, 2000 Marineinfanteristen, medizinisches Personal und den US-Flugzeugträger Carl Vinson in die Katastrophenregion und setzte seine Amtsvorgänger George W. Bush und Bill Clinton ein, um die Hilfsmaßnahmen zu koordinieren. Damit übernahm die US-Regierung die Führung bei der internationalen Katastrophenhilfe für Haiti.
Am 4. August 2010 gewährte Obama zunächst zehn Millionen US-Dollar Soforthilfe für die Flutopfer in Pakistan, Armeehubschrauber zu ihrer Rettung und Ausgabe von halāl-konformen Mahlzeiten.
Die Gesamthilfe der USA wuchs bis zum 4. September auf über 230 Millionen US-Dollar; etwa 2,5 Millionen Pfund Hilfsgüter wurden verteilt und 10.051 Menschen evakuiert.

#### Nahostkonflikt

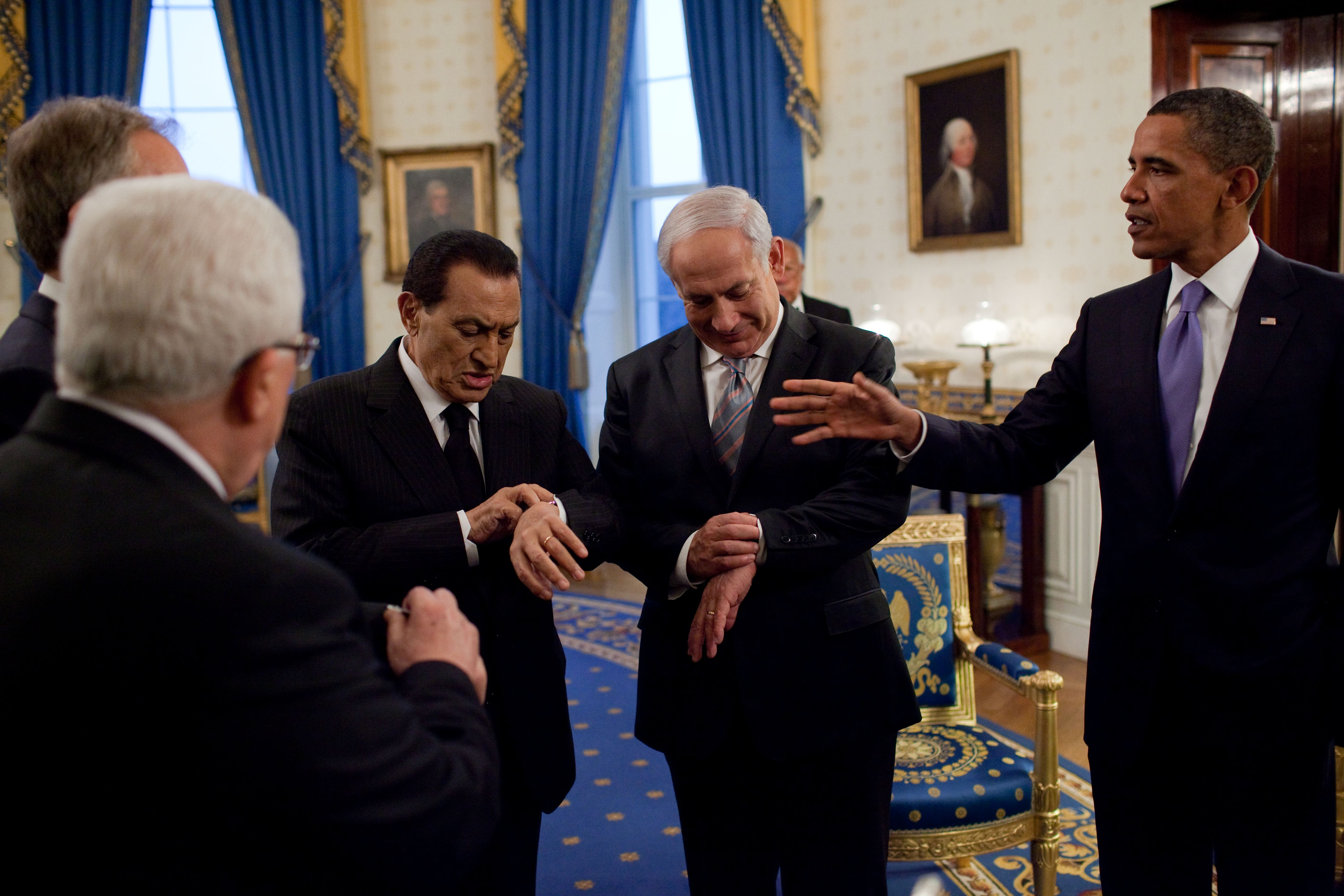
Obama mit dem israelischen Ministerpräsidenten Benjamin Netanjahu und dem ägyptischen Staatspräsidenten Husni Mubarak, September 2010

Nach einem Ultimatum Obamas, eine Zweistaatenlösung im Nahostkonflikt innerhalb eines Jahres auszuhandeln, trafen sich Benjamin Netanjahu und Mahmud Abbas am 2. September 2010 in Washington D.C. erstmals zu direkten Gesprächen. Am 23. September 2010 rief Obama die UN-Vollversammlung dazu auf, diese Verhandlungen zu unterstützen und anzuerkennen, dass Israels Sicherheit nur durch ein unabhängiges Palästina und dieses nur durch friedliche Mittel und wahre Versöhnung mit Israel erreichbar seien.
Ende 2011 stellte Obama die finanziellen Zuwendungen der USA an die UNESCO ein, nachdem die Organisation die palästinensischen Autonomiegebiete als Mitglied aufgenommen hatte.

#### Iran
Obama wollte den Iran an der Herstellung von Atomwaffen hindern. Dazu erwog er schon im Senatswahlkampf 2004 mögliche Raketenangriffe auf das Land. Im Präsidentschaftswahlkampf 2007 schloss er direkte Gespräche über das Atomprogramm des Iran ohne bestimmte Vorbedingungen nicht aus. Obwohl die USA „keine Option, einschließlich militärischer Handlungen, vom Tisch nehmen“ sollten, seien „anhaltende und energische Diplomatie kombiniert mit harten Sanktionen die primären Mittel“, um iranische Atomwaffen zu verhindern.
Ab Anfang 2015 beteiligten sich die USA an einem Atomabkommen mit dem Iran, das im Verlauf einen Abschluss fand. Das Abkommen enthält unter anderem Vorgaben zur internationalen Kontrolle bezüglich der iranischen Urananreicherung und dem Bestand. Im Gegenzug wurden Wirtschaftssanktionen gelockert. Die Beteiligung der USA an dem Abkommen wurde international aufmerksam beobachtet, viele Republikaner kritisierten das Abkommen, ebenso wie der israelische Ministerpräsident Benjamin Netanjahu. Auch nach der Wahl Donald Trumps im November 2016, der das Abkommen scharf kritisierte und dessen Partei Obama aufforderte, keine weiteren Schritte mehr zu unternehmen, hielt die Obamaadministration an dem Abkommen fest und erlaubte es mehreren amerikanischen Unternehmen, wirtschaftlich mit dem Iran in Kontakt zu treten.
Mitte 2016 flog die US-Regierung palettenweise Bargeld im Wert von 400 Millionen US-Dollar in den Iran. Dabei handelte es sich um die Rückzahlung einer ersten Rate für Kampfflugzeuge, welche die USA nie geliefert hatte.
Der Betrag ist ein Teil einer Geldsumme, welche die USA seit mehreren Jahrzehnten durch einen Kaufvertrag schulden, jedoch wegen des politischen Umsturzes im Iran 1979 nicht ausbezahlten. Die Zahlung des Betrags, der die jährlich angehäuften Zinsen beinhaltet, war Teil des Atomabkommens. Gleichzeitig wurden amerikanische Häftlinge im Iran entlassen. Kritisiert wurde das Vorgehen durch mehrere Republikaner, die es als Lösegeldzahlung werteten, welche die USA erpressbar mache.

#### Saudi-Arabien und Jemen
Bei der Militärintervention im Jemen ab 2015 unterstützte Obama Saudi-Arabien mit Logistik, Geheimdienstinformationen und Waffen. Dies wurde als ein Entgegenkommen gegenüber Saudi-Arabien gewertet, da er sich zuvor mit dem – von Saudi-Arabien als Feind betrachteten – Iran auf ein Atomabkommen verständigt hatte.

#### Irak

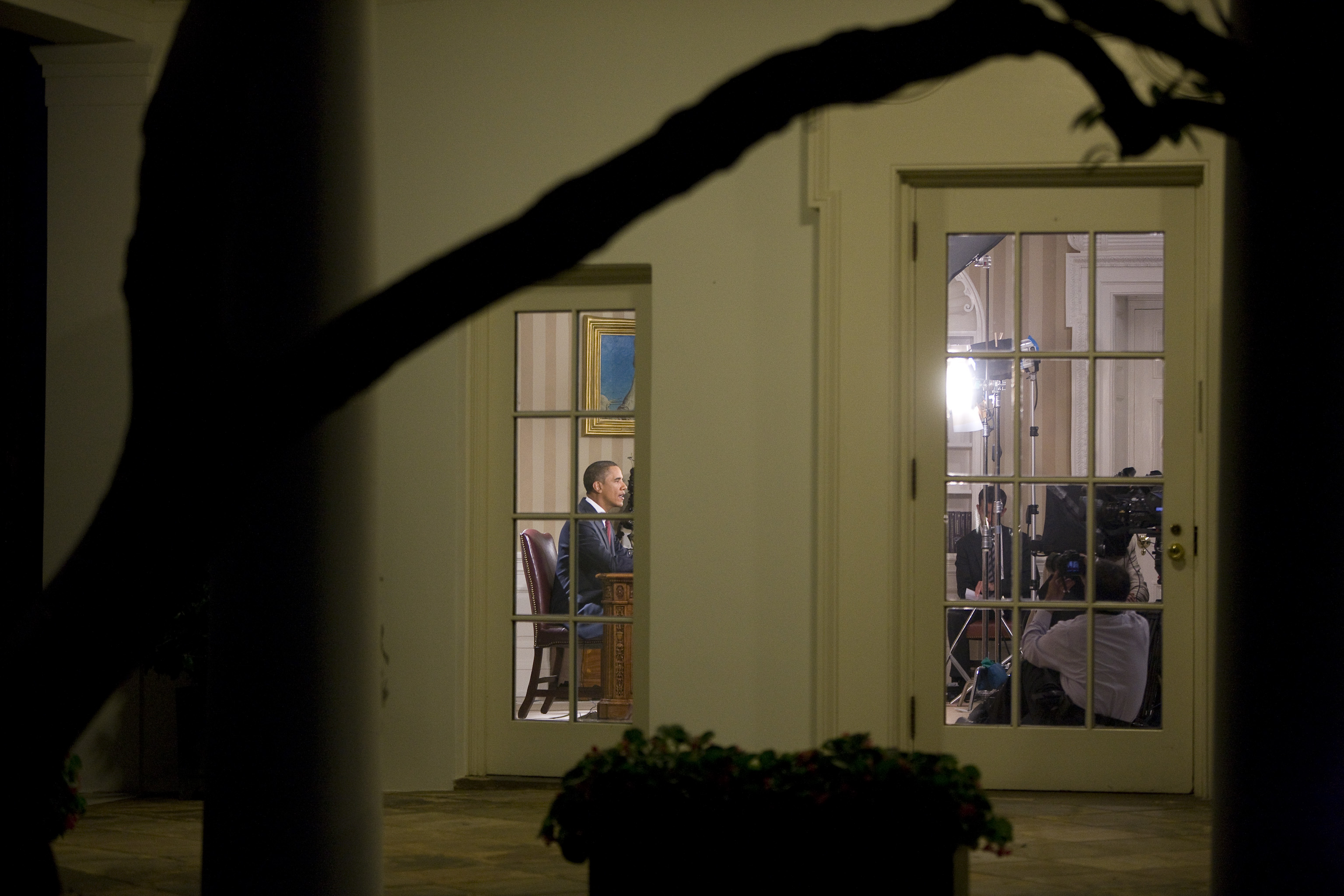
Barack Obama erklärt am 31. August 2010 mit einer Ansprache an die Nation das Ende der Operation Iraqi Freedom

Entgegen der damaligen Mehrheitsmeinung, auch die der demokratischen Partei, lehnte Obama den Irakkrieg bei einer Antikriegskundgebung am 2. Oktober 2002 öffentlich ab:

„Ich weiß, dass eine Invasion im Irak ohne klare Begründung und ohne starke internationale Unterstützung nur die Feuer des Nahen Ostens anfachen wird, die schlechtesten statt der besten Antriebe der arabischen Welt fördern und den Rekrutierungsarm der al-Qaida stärken wird. Ich bin nicht gegen alle Kriege. Ich bin gegen dumme Kriege.“

Als Obama das Amt übernahm, waren die USA noch in einem Kampfeinsatz im Irak involviert. 2007 stellte er einen Rückzugsplan vor. Am 27. Februar 2009 verkündete er das Ende aller US-Kampfmissionen im seit 2003 besetzten Irak und den Abzug der meisten dortigen US-Kampftruppen innerhalb von 18 Monaten. Diese verließen den Irak planmäßig bis zum 19. August 2010.
Ab Ende 2011 waren nur noch wenige Truppen zum Schutz der Botschaft und zum Training des irakischen Militärs im Land stationiert.
Nachdem die Terrororganisation Islamischer Staat 2014 einen großen Teil des Iraks erobert hatte, lieferten die USA Waffen an die Truppen der kurdischen Regierung im Nordirak, die Peschmerga, und flogen Luftangriffe auf Stellungen der Terrororganisation. Obgleich 2011 nach dem formalen Truppenabzug quasi keine US-Soldaten mehr im Irak stationiert waren und auch keine weiteren vorgesehen waren, wurden wegen des bürgerkriegsähnlichen Zustandes in weiten Teilen des Landes schrittweise wieder Soldaten in den Irak entsandt, sodass es 2016 etwa 5000 amerikanische Soldaten im Irak gab, primär um das irakische Militär bei der Ausrüstung, Planung und Ausführung zu unterstützen.

#### Afghanistan und Pakistan

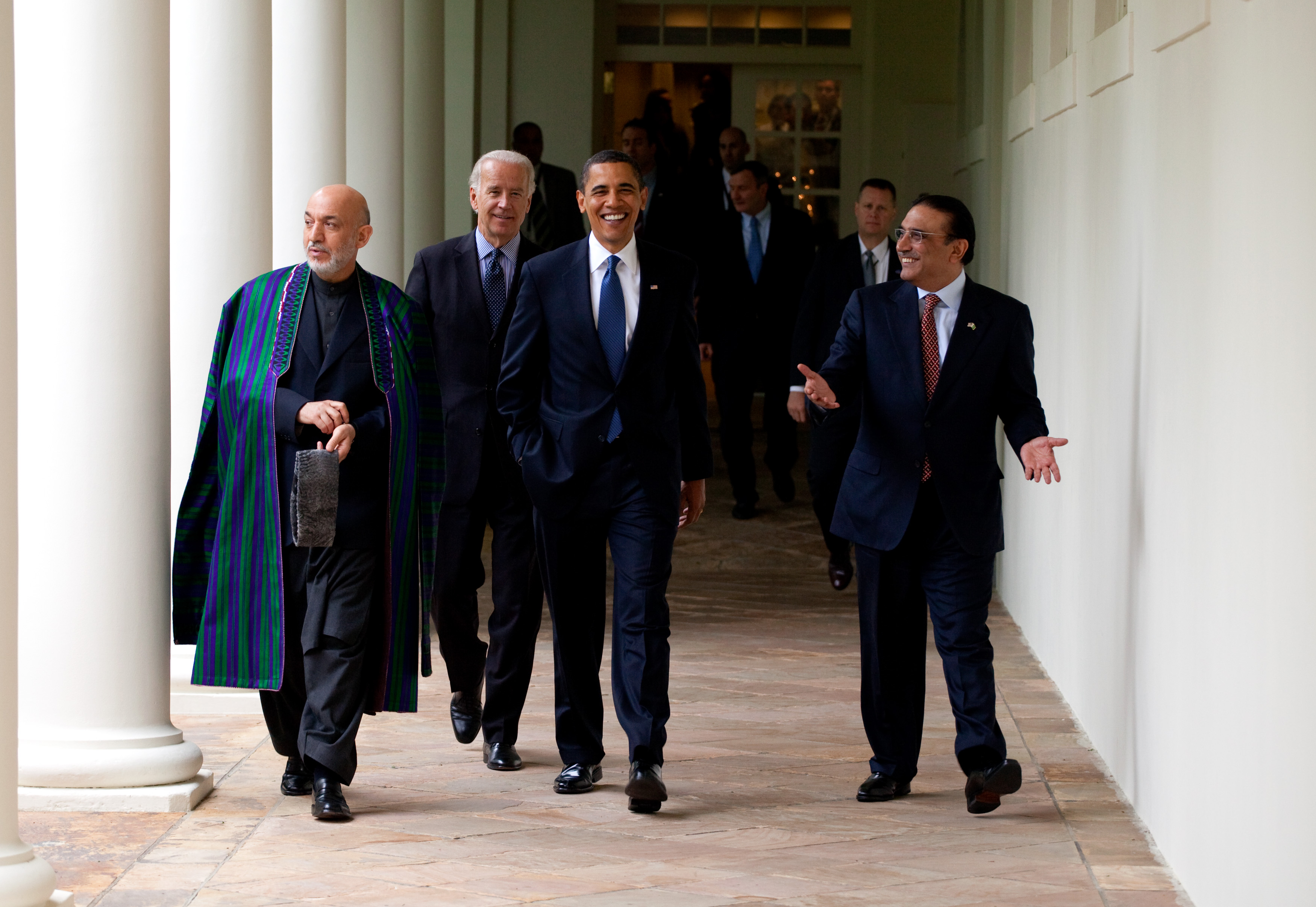
Obama mit dem afghanischen Präsidenten Hamid Karzai und dem pakistanischen Präsidenten Asif Ali Zardari, Mai 2009

Ebenso wie für den Abzug der US-Kampftruppen aus dem Irak trat Obama als Präsidentschaftskandidat für die zielgerichtete Fortsetzung des Antiterrorkrieges in Afghanistan ein. In einer Debatte sagte er, er würde auch ohne Zustimmung der Regierung Pakistans dort versammelte Al-Qaida-Führer angreifen lassen. Hintergrund war eine abgebrochene Militäroperation 2005.
Im Februar 2009 ließ Obama zunächst 17.000, am 1. Dezember 2009 nochmals 30.000 zusätzliche US-Soldaten nach Afghanistan entsenden, um Al-Qaida und die Taliban in deren Rückzugsgebieten wirksamer zu bekämpfen und den zivilen Wiederaufbau zu verstärken.
Die Entscheidung zur Truppenaufstockung wurde in der demokratischen Partei kontrovers gesehen, sodass er die Stimmen der Republikaner im Senat und im Kongress benötigte und erhielt. Im Juli 2011 wollte er die US-Truppen allmählich abziehen.
Der Enthüllungsjournalist Bob Woodward berichtete 2010, Obama habe im Kabinett auf einem Abzugsplan für den Afghanistaneinsatz bestanden und die US-Truppen um 10.000 Soldaten weniger als von US-Militärs gefordert aufgestockt, um eine Eskalation des Krieges, ausufernde Kosten und eine Ablehnung der Truppenaufstockung im Kongress zu vermeiden.
Nach dessen abfälligen Interviewäußerungen entließ Obama im Juni 2010 den kommandierenden General Stanley A. McChrystal und berief David Petraeus an seine Stelle.
Obama führte die von seinem Vorgänger begonnenen Drohnenangriffe in Pakistan und Afghanistan fort und ließ mutmaßliche Terroristen im Grenzgebiet beider Staaten vermehrt durch unbemannte Luftfahrzeuge (Drohnen) aufspüren und gezielt töten. Die völkerrechtliche Basis dafür ist umstritten.
Obama verfolgte in Afghanistan und Pakistan grundsätzlich eine harte Gangart. So nahm die Anzahl der US-Drohnenangriffe in Pakistan seit Beginn seiner Amtszeit massiv zu.
Die Zahl der Angriffe mit unbemannten Flugobjekten hat sich im Vergleich zum letzten Amtsjahr von Bush unter der Regierung Obama vervielfacht. Wurden in den acht Jahren der Amtszeit von George W. Bush in Pakistan bei Drohnenangriffen insgesamt 340 Personen getötet, so waren allein in den ersten zwei Jahren der Amtszeit von Barack Obama bis zu 1718 Personen durch Drohnenangriffe gezielt getötet worden. Laut Angaben der Huffington Post wurden bis Ende Januar 2014 über 2400 Menschen Opfer der Drohnen-Angriffe unter Präsident Obama.
Auch in Afghanistan verfolgte Obama, stärker als sein Amtsvorgänger, die Strategie schwerer Luftangriffe, denen häufig auch Zivilisten zum Opfer fallen. Allein bei einem Bombenangriff in Granai wurden bis zu 145 Zivilisten getötet. Öfter starben bei diesen Luftangriffen dutzende Zivilisten, darunter auch Kinder. International am meisten beachtet wurde der Luftangriff bei Kundus.
Am 1. Mai 2011 wurde der Al-Qaida-Führer Osama bin Laden in Abbottabad, Pakistan, durch ein Spezialkommando der Navy SEALs erschossen. Danach gab Obama das Ergebnis der Operation Neptune Spear in einer Rede an die Nation bekannt. Daraufhin stiegen die Zustimmungsraten für seine Politik in repräsentativen Umfragen um neun bis elf Prozentpunkte.
Obama erklärte am 4. Mai, wegen Sicherheitsrisiken werde er keine Fotografien des Getöteten freigeben.
Nach dem offiziellen Ende des Kampfeinsatzes in Afghanistan Ende 2014 war geplant, dass die verbleibenden 9800 US-Soldaten in der Resolute-Support-Mission ab 2015 nur noch in sichernder und ausbildender Tätigkeit eingesetzt werden. Obama änderte jedoch die ursprünglichen Pläne und erlaubte weiterhin Angriffe gegen Talibanstellungen und Kampfjeteinsätze. Die schrittweise Verringerung der Truppenstärke wurde ebenfalls mit Hinblick auf die Sicherheitslage verlangsamt, sodass bis zum Ende der Amtszeit noch 8.400, anstatt wie vorgesehen 5.500 Soldaten in Afghanistan stationiert waren.

#### Arabischer Frühling
Obama reagierte zögernd auf die Proteste in der Arabischen Welt und sprach sich erst nach der Revolution in Tunesien für eine Demokratisierung dieses Landes aus. Anfang Februar forderte er Ägyptens Präsident Hosni Mubarak über einen US-Gesandten auf, seinen Rücktritt vorzubereiten.
Am 11. Februar lobte er die Revolution in Ägypten 2011 für ihre Gewaltlosigkeit und die Zurückhaltung des ägyptischen Militärs, warnte aber, den Ägyptern stünden nun „harte Tage“ bevor.
Am 23. Februar rief Obama Libyens Regent Muammar al-Gaddafi auf, seine Gewalt gegen sein Volk im Bürgerkrieg in Libyen 2011 zu beenden. Er halte sich alle, auch militärische Optionen offen. Am 26. Februar erklärte er, Gaddafi habe seine Legitimität verloren und müsse abtreten.
Er warnte vor einer US-Militärintervention, die Araber als unzulässige Einmischung betrachten und die ihre Revolutionen ersticken könne. Am 17. März befahl er US-Piloten, Luftschläge gegen Libyens Armee auszuführen. Die Entscheidung folgte Gesprächen mit Außenministerin Hillary Clinton und Beratern wie Samantha Power und UN-Botschafterin Susan Rice, die Vergleiche mit dem Nichteingreifen der USA beim Völkermord in Ruanda zogen.
Ab dem 19. März beteiligten sich die USA am internationalen Militäreinsatz in Libyen zur Durchsetzung einer Flugverbotszone nach UN-Resolution 1973. Obama zufolge sollten dabei die Europäer die Führungsrolle übernehmen.
Auf Kritik an mangelnder Aufklärung über Ziele, Dauer und Kosten des Einsatzes und das verfassungswidrige Übergehen des Kongresses reagierte Obama am 28. März mit einer Rede an die Nation. Er erklärte den Militäreinsatz gegen Gaddafis Armee als letztes Mittel, ein Massaker in Bengasi zu verhindern und die UN-Resolution 1973 durchzusetzen. Die von europäischen Verbündeten und einigen arabischen Staaten unterstützten Luftangriffe hätten Gaddafis Vormarsch gestoppt und den Rebellen die Rückeroberung einiger Städte ermöglicht. Die USA hätten ihre Führung wie angekündigt der NATO übergeben, um so Risiken und Kosten für die USA zu reduzieren.
Die USA könnten nicht bei jeder Unterdrückung eines Volkes eingreifen, hier aber habe man die einzigartige Chance gehabt, ein „entsetzliches Massaker“ aufgrund libyscher Hilfebitten mit einem UN-Mandat und internationaler, auch arabischer Hilfe abzuwenden. Dies nicht zu tun, wäre Verrat an amerikanischer Identität gewesen und hätte die Nachbarstaaten Libyens destabilisieren, den arabischen Demokratisierungsprozess ersticken und die UNO-Glaubwürdigkeit zerstören können. Dies wäre auf Dauer teurer geworden für die USA.
Das Ziel, Gaddafi zu stürzen und eine Demokratie aufzubauen, sei Sache der Libyer selbst. Sein gewaltsamer Sturz von außen hätte die Koalition gespalten und den Einsatz von Bodentruppen erfordert oder viele zivile Opfer von Luftschlägen riskiert. Dieser Fehler sei schon mit dem Irakkrieg gemacht worden und dürfe wegen der Kosten nicht wiederholt werden. Das Waffenembargo, Stopp der Geldströme, Überwachen der Flugverbotszone und Ermutigen der Opposition zum Sturz Gaddafis werde jedoch weiter verfolgt.
Obama plädierte zum Schluss für humanitäre Militäreinsätze bei Naturkatastrophen, Völkermord, zur Erhaltung von regionaler Sicherheit und Welthandel: dann, wenn die USA um Hilfe gebeten würden, andere Staaten ihren Anteil übernähmen und alle Beteiligten die Prinzipien von Gerechtigkeit und Frieden einhielten. Auf diese Weise könnten und müssten die USA Völker, die Demokratie anstreben, unterstützen.

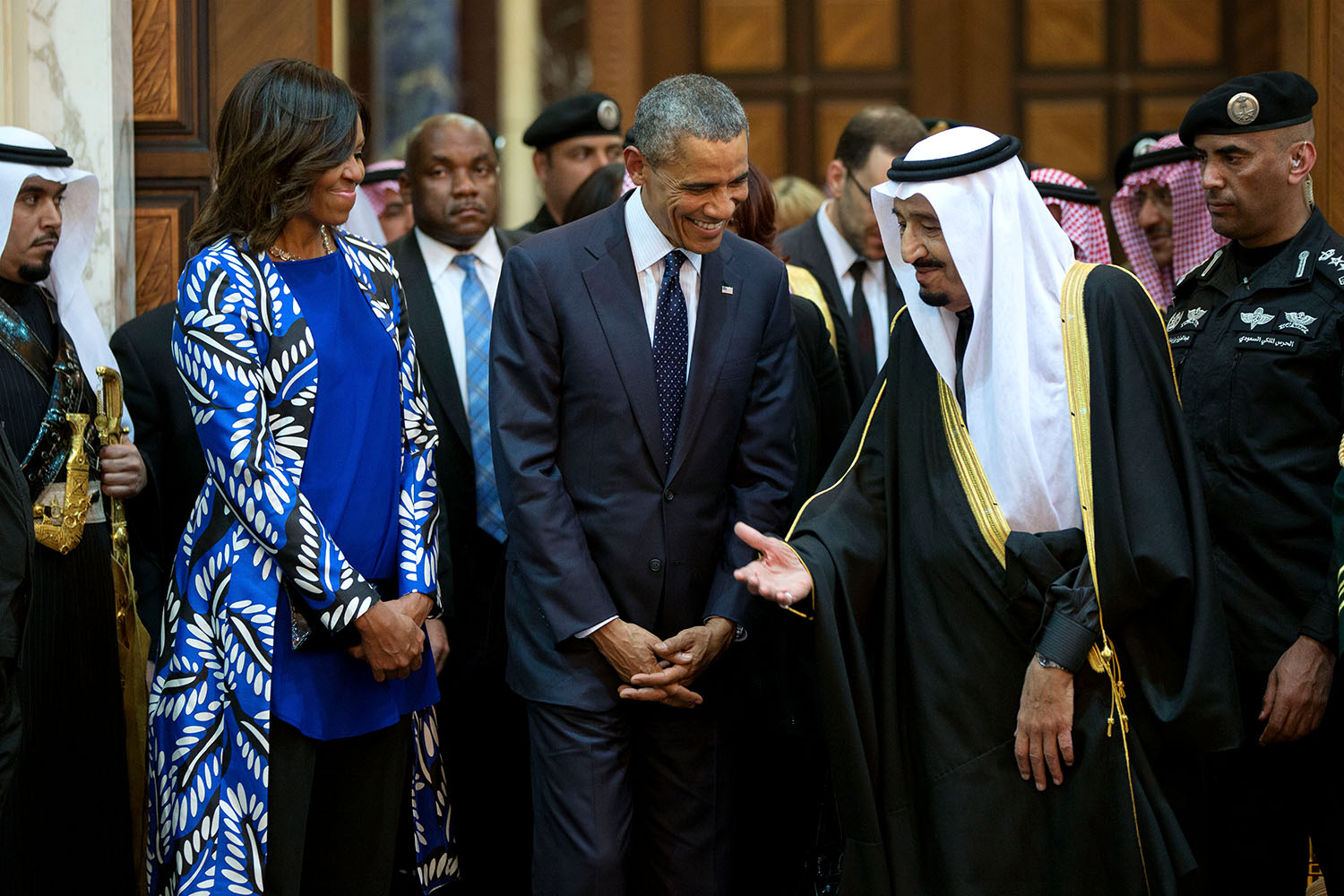
Obama mit dem saudischen König Salman ibn Abd al-Aziz, Januar 2015

Deutsche Beobachter beurteilten diese Passage als „Obamadoktrin“, die erstmals Obamas Bedingungen für US-Militärinterventionen genannt habe.
Am 11. September 2012 ereignete sich ein Anschlag auf das amerikanische Konsulat in Bengasi, bei dem der Botschafter J. Christopher Stevens und drei weitere Konsulatsmitarbeiter getötet wurden. Hillary Clinton, die damalige US-amerikanische Außenministerin, wurde nach dem Anschlag dafür kritisiert, dass er gelingen konnte und nicht durch stärkere Sicherheitsvorkehrungen verhindert wurde.
Nach dem Sturz Gaddafis ergab sich ein Machtvakuum, und Libyen wurde destabilisiert. Mehrere nebeneinander existierende Regierungen bekämpften sich gegenseitig. Obama nannte in einem Interview am 11. April 2016 die Tatsache, dass die Vereinigten Staaten und ihre Verbündeten sich nicht genügend um stabile Verhältnisse in Libyen in der Nach-Gaddafi-Zeit gekümmert hätten, den wohl größten Fehler seiner gesamten Amtszeit.

#### Syrien
Im März 2011 gab es in mehreren Städten Syriens, wie in Dara oder Damaskus, Proteste gegen die Regierung, die schnell eskalierten. Die Regierung unter Baschar al-Assad ordnete ein hartes Vorgehen an, sodass es schnell zu Todesfällen kam. Im Laufe des Jahres wurde die Lage im Land zusehends unüberschaubar, teilweise schlossen sich syrische Einheiten den Demonstranten und Rebellengruppen an. Schon im August 2011 forderte Obama, und auch europäische Länder, den Rücktritt Assads.
Nachdem die UN es nicht schaffte einen Waffenstillstand herbeizuführen und die Situation im Land sich verschlechterte, sagte Obama im August 2012, dass bei einem Einsatz von Chemiewaffen eine „rote Linie“ überschritten sei und er dann eine militärische Intervention in Erwägung ziehe.
Während des gesamten Bürgerkrieges in Syrien stellte sich Obama klar auf die Seite der syrischen Opposition und ließ diese im Rahmen der von ihm im Frühjahr 2013 genehmigten CIA-Operation Timber Sycamore sowie im Rahmen der im Jahr 2014 begonnenen CIA-Operation Syrian Train and Equip Program militärisch ausbilden und bewaffnen. 2013 forderte er schließlich einen Militärschlag aufgrund der Giftgasangriffe von Ghuta, die von Seiten der UN Gegenstand einer Untersuchung war.
Der angestrebte Militärschlag gegen die Regierung von Baschar al-Assad war umstritten, da die Urheberschaft des Sarin-Angriffs auf die Bevölkerung nicht zweifelsfrei erwiesen war und nicht alle Beweise nachprüfbar seien. Während Russland die Rebellengruppierungen verdächtigte, beschuldigten Frankreich, die Arabische Liga und auch Großbritannien den syrischen Präsidenten Assad, die Waffen eingesetzt zu haben.
Im Abschlussbericht der UN Ende 2013 bestätigte sich die Vermutung, dass mehrfach Giftgas eingesetzt, wurde. Bis 2016 wurden 9 Fälle von Giftgaseinsatz dokumentiert, davon konnten zweifelsfrei zwei der syrischen Armee unter Assad und einer der Terrororganisation IS zugeschrieben werden.
Zwischen 2012 und 2013 war eine militärische Intervention wahrscheinlicher geworden, der vermutete militärische Eingriff blieb jedoch aus, auch der von Obama befragte Kongress stimmte negativ über einen Militärschlag ab. Schließlich ließ Assad den Großteil des Chemiewaffenarsenals zerstören.

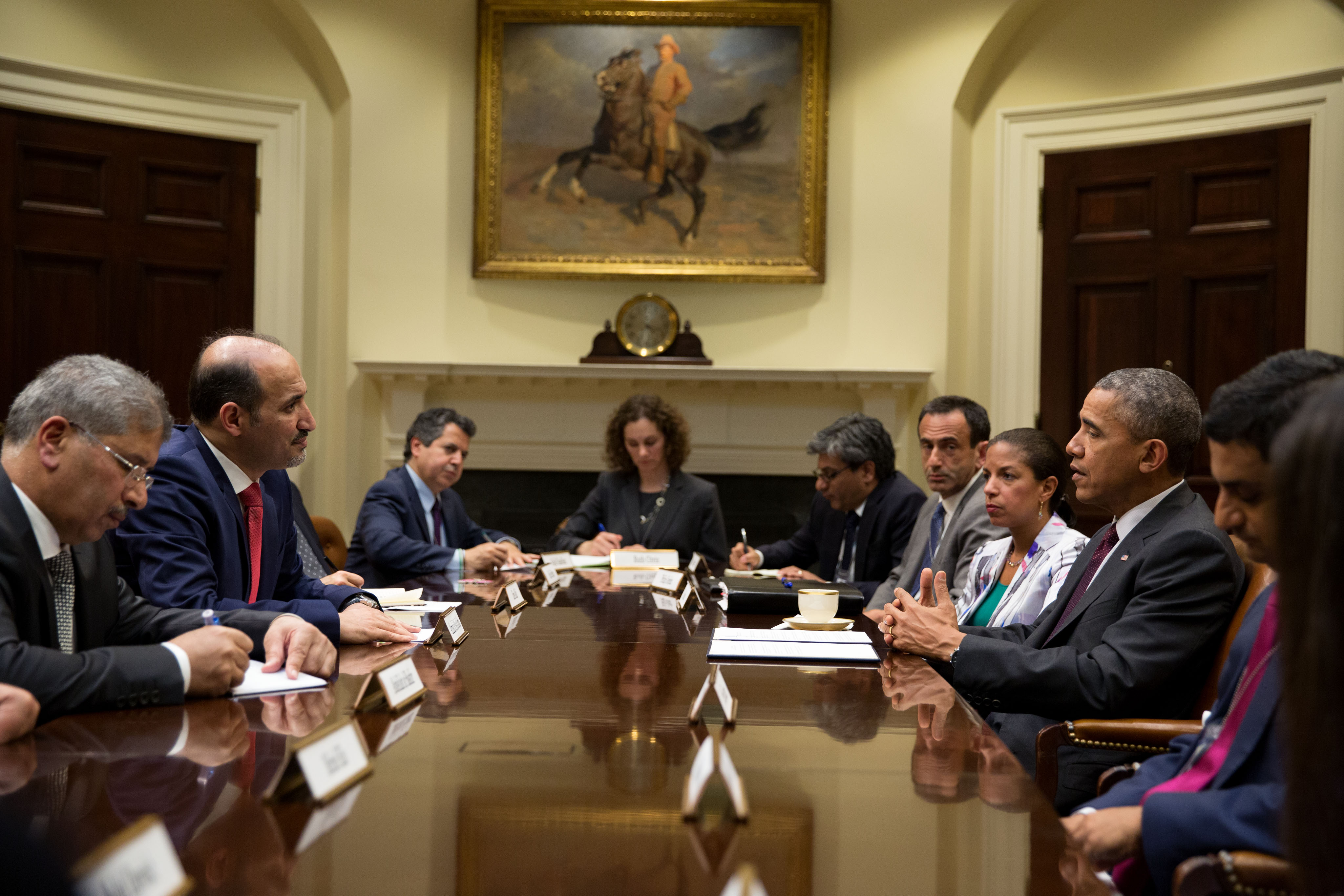
Barack Obama trifft den Anführer der Syrischen Nationalkoalition, Ahmed Dscharba, in Washington, D.C., Mai 2014

Ab 2014 spitzte sich die Situation in Syrien weiter zu, Rebellengruppen waren vermehrt zersplittert und mehrere islamistische Gruppierungen wie die al-Nusra-Front, primär jedoch der IS, nahmen große Teile des Landes ein. Im September begann eine Koalition, geführt unter den USA, mit Luftschlägen gegen Stellungen des IS. Kurdische Kämpfer schafften es mit Hilfe der Luftschläge einige Gebiete des Nordens, und die Stadt Kobane, wieder von den islamistischen Gruppierungen zu befreien. 2015 begann Russland ebenfalls mit Luftschlägen, jedoch um die angeschlagenen Kräfte des syrischen Präsidenten Assad zu unterstützen. Friedensgespräche in den folgenden Monaten in Wien und Genf hatten keinen durchschlagenden Erfolg. Die Situation im Land blieb angespannt.
Im November 2015 kündigte Obama die Aufnahme von 10.000 syrischen Flüchtlingen an.
Die US-Luftschläge unter Obama wurden hinsichtlich ihrer völkerrechtlichen Legitimation und dem fehlenden Bezug auf das Prinzip der Schutzverantwortung kontrovers diskutiert und vom Rechtswissenschaftler Stefan Oeter als völkerrechtswidrig eingestuft.
Bei seiner letzten Pressekonferenz als Präsident sagte Obama, dass er sich verantwortlich fühle für das Leid in Syrien. Seine Administration sei „durch jede Option gegangen“ um die Gewalt einzudämmen. Obamas gemäßigte Herangehensweise an den Syrienkonflikt wurde teilweise harsch kritisiert, da eine humanitäre Katastrophe mit mehreren hunderttausenden Toten nicht verhindert werden konnte. Befürworter der Politik Obamas halten ihm zugute, dass die USA in keinen weiteren teuren Bodenkrieg im Nahen Osten hineingezogen wurden.

#### Ukraine
Ende 2013 begannen im Zentrum der ukrainischen Hauptstadt Kiew Demonstrationen gegen die Regierung und den damaligen Präsidenten Wiktor Janukowytsch. Vorausgegangen war ein geplantes, aber von Janukowytsch ausgesetztes, Handelsabkommen zwischen der EU und der Ukraine. In den folgenden Monaten hielten Proteste gegen die Regierung an. Im Februar 2014 kam es zu mehreren Todesfällen von zahlreichen Demonstranten, Janukowytsch verließ schließlich das Land. Im Verlaufe des bewaffneten Konflikts in der Ukraine und der Annexion der Krim 2014 warnte Obama Russland vor einer Verletzung der ukrainischen Souveränität und forderte den Rückzug russischer Truppen; zudem erhoben die USA und die EU Sanktionen gegenüber Russland.
Während prorussische Separatisten die Unabhängigkeit in einigen Gebieten der östlichen Ukraine ausriefen, begann die neue Regierung in Kiew ihrerseits mit militärischen Aktionen.

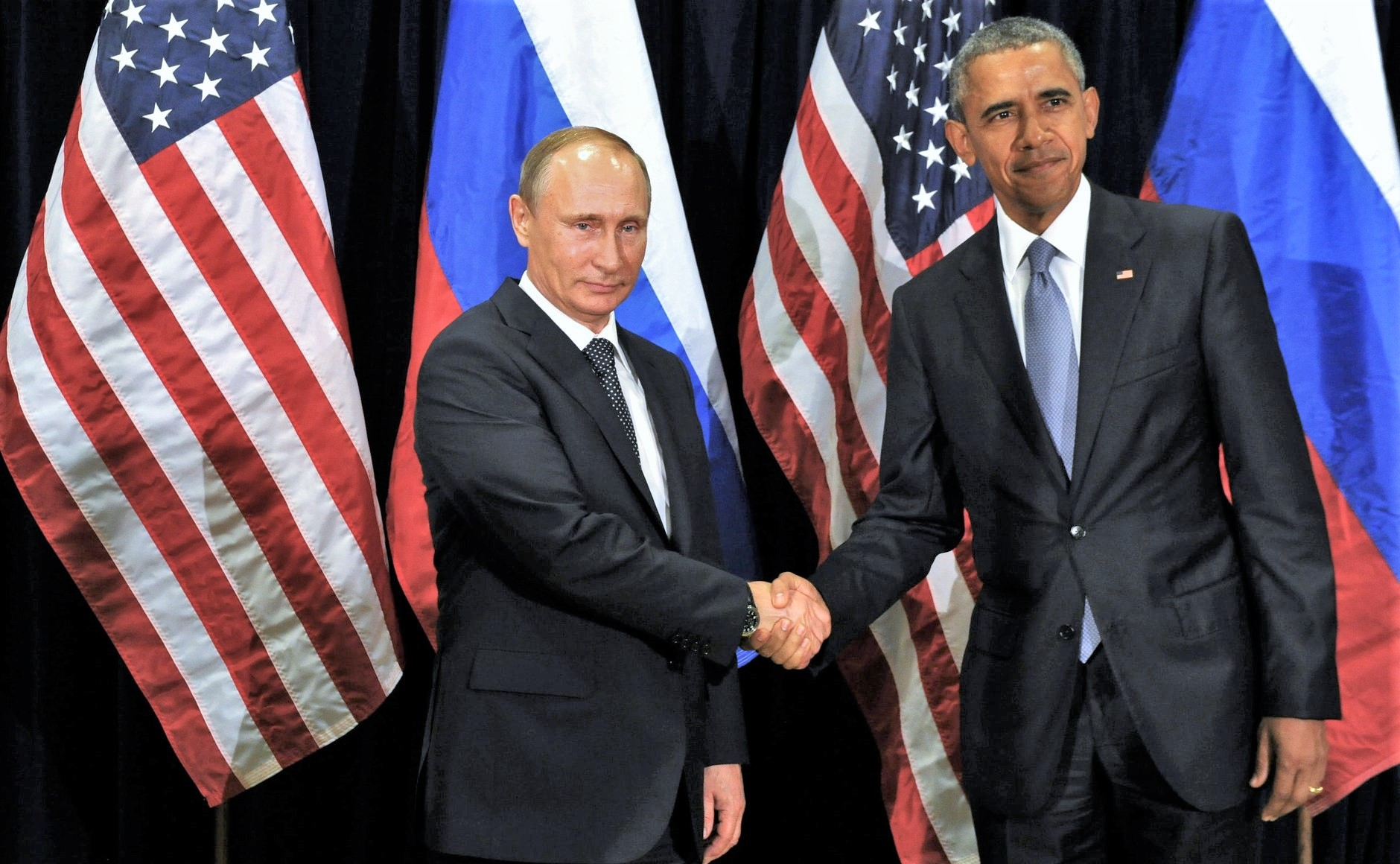
Obama mit dem russischen Präsidenten Wladimir Putin, September 2015

Im weiteren Verlauf der Krise verhandelten primär Russland, die Ukraine, Deutschland und Frankreich über eine Verbesserung der Situation, so wurde das Minsk II Abkommen ausgearbeitet. Die USA unterstützten die ukrainische Regierung und bildeten ukrainische Soldaten aus.
Da bis Ende 2016 keine komplette Waffenruhe im Land eingetreten war, und die Einhaltung des Minsker Waffenstillstands durch Russland von Frankreich und Deutschland nicht als gewährleistet angesehen wurde, verlängerten die EU und die USA die verhängten Sanktionen gegen Russland.

#### Kuba

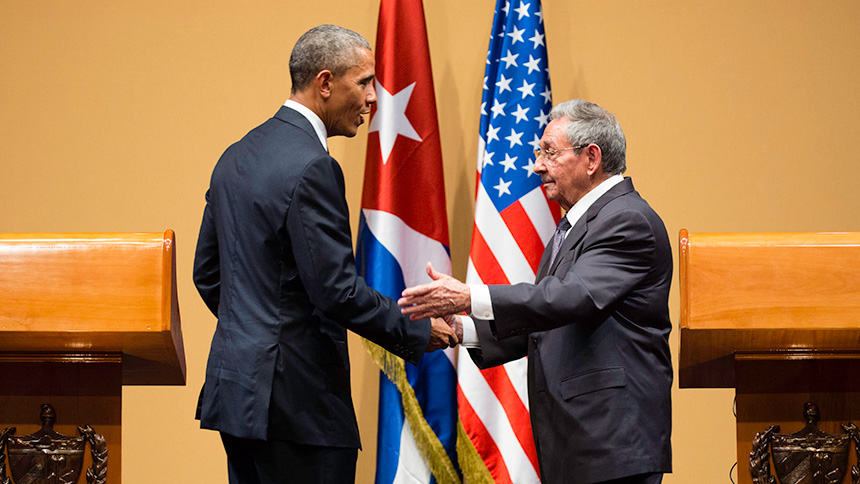
Obama und der kubanische Staatschef Raúl Castro, März 2016

Kurz nach seinem Amtsantritt kündigte Obama im April 2009 auf dem Amerika-Gipfel an, dass er einen Neubeginn der Beziehungen zu Kuba anstrebte. Die diplomatischen Beziehungen zwischen den beiden Ländern waren zu diesem Zeitpunkt seit knapp 50 Jahren unterbrochen. Im Dezember 2013 gab es einen Handschlag zwischen dem US-Präsidenten und dem kubanischen Präsidenten Raúl Castro, was für viel Aufmerksamkeit sorgte. Es kam im April 2015 erstmals seit 1956 zu einem persönlichen Gespräch der Präsidenten beider Staaten. Obama lockerte außerdem das Embargo gegen Kuba und strich Kuba von der Liste Terrorismus unterstützender Staaten.
Vom 20. bis 22. März 2016 besuchte Barack Obama Kuba, um mit Raúl Castro über eine weitere Vertiefung des Annäherungsprozesses zu sprechen. Er war das erste Staatsoberhaupt der USA in dem Land seit Calvin Coolidge im Jahr 1928.

#### Myanmar und China

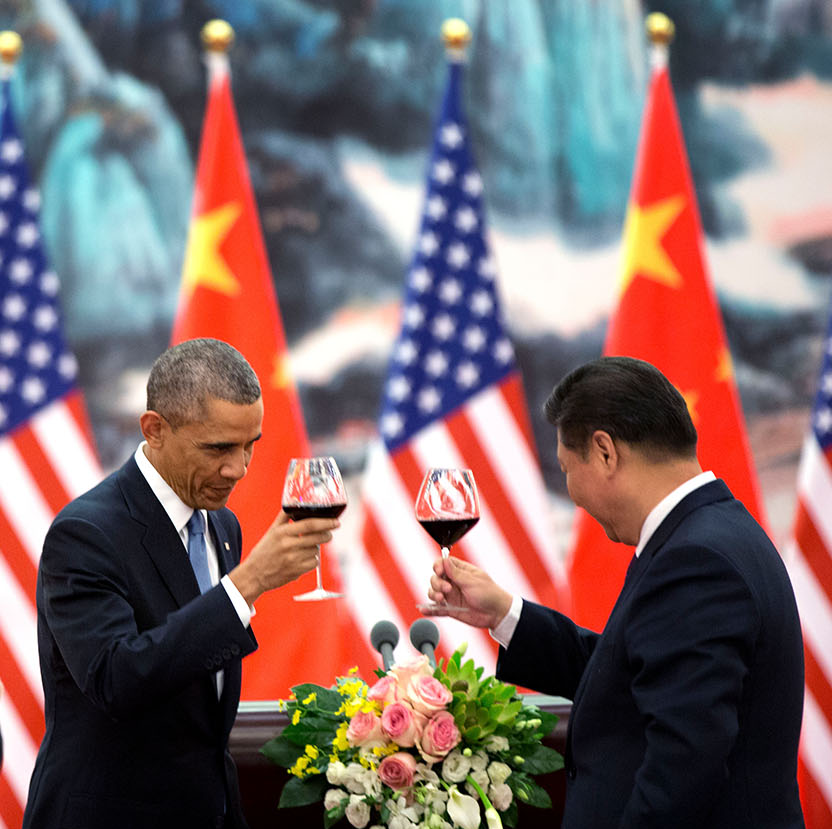
Barack Obama mit dem chinesischen Staatschef Xi Jinping in Peking, November 2014

Als erster Präsident der Vereinigten Staaten besuchte Barack Obama Ende 2012 Myanmar. Er traf auf die Oppositionsführerin Aung San Suu Kyi und den Staatspräsidenten Thein Sein. Er lobte die politische Öffnung des Landes und forderte die Regierung zu weiteren Reformen auf. Im November 2014 besuchte Obama das Land im Rahmen des Gipfeltreffens der Staatengemeinschaft ASEAN erneut und forderte die Durchführung freier Wahlen. Gleichzeitig äußerte er seine Besorgnis über die Gewalt gegen die Minderheit der Rohingya in Myanmar.
Unter Barack Obama bauten die USA ihre Beziehungen zu China aus, bereits im November 2009 besuchte er auf Einladung von Hu Jintao das Land. Trotz der verstärkten wirtschaftlichen Zusammenarbeit der beiden Staaten war die Begrenzung von Chinas Einfluss als ein Ziel der amerikanischen Außenpolitik während Obamas Präsidentschaft.

#### Afrika
Nach einer mehrtägigen Reise durch Länder Afrikas (u. a. Kenia, Herkunftsland seines Vaters) sprach Obama am 28. Juli 2015 als erster US-Präsident vor der Afrikanischen Union in Addis Abeba. Er forderte die Welt auf, Afrika als Handelspartner zu sehen und lobte die Fortschritte in Bereichen wie Bildung und Wirtschaft. Zugleich kritisierte er Demokratiedefizite bzw. Scheindemokratien und „Langzeitherrscher“ auf dem Kontinent. Er warb für den verstärkten Kampf gegen Korruption und Diskriminierung und für mehr demokratische Teilhabe, um den Lebensstandard deutlich zu verbessern.

### Innenpolitik

#### Wirtschaft und Soziales

Arbeitslosenquote unter Obama

Obama versprach im Wahlkampf Ausgabenkontrolle, eine Rückführung der Staatsschulden und Steuersenkungen für mittlere und schwache Einkommen. Staatliche Einnahmeneinbußen sollten durch Einsparungen in anderen Haushaltsetats ausgeglichen werden. Zwei „Steuersenkungspakete“ der Bush-Regierung sollten ursprünglich 2011 auslaufen und Subventionen für die Ölindustrie und Raumfahrt gekürzt werden. Obama orientierte sich am vorsorgenden Sozialstaat in der Tradition der nach Robert Rubin benannten Rubinomics. Neben diesem schon für US-Präsident Bill Clinton tätigen Berater waren Austan Goolsbee, Paul Volcker und Laura Tyson für Obama tätig, einige im Beratergremium President’s Economic Recovery Advisory Board (PERAB). Zu seinen Beratern gehörte auch der Verhaltensökonom Richard Thaler.
Am 17. Februar 2009 unterschrieb Obama den American Recovery and Reinvestment Act, ein 787 Milliarden US-Dollar großes Konjunkturprogramm, das die Effekte der Finanzkrise ab 2007 und Wirtschaftskrise abdämpfen und vor allem durch Zuschüsse zu staatlichen und kommunalen Projekten 3,5 Millionen Arbeitsplätze erhalten oder neu schaffen sollte, vor allem bei Dienstleistungen, Infrastruktur und umweltfreundlicher Energie.
Das Programm verlangsamte den Anstieg der Arbeitslosigkeit und belebte die Binnenkonjunktur, behob aber nicht die anhaltend hohe Arbeitslosigkeit. Deshalb kündigte Obama am 6. September 2010 (Labor Day) ein weiteres Konjunkturprogramm von 50 Milliarden US-Dollar zum Ausbau der Infrastruktur an.

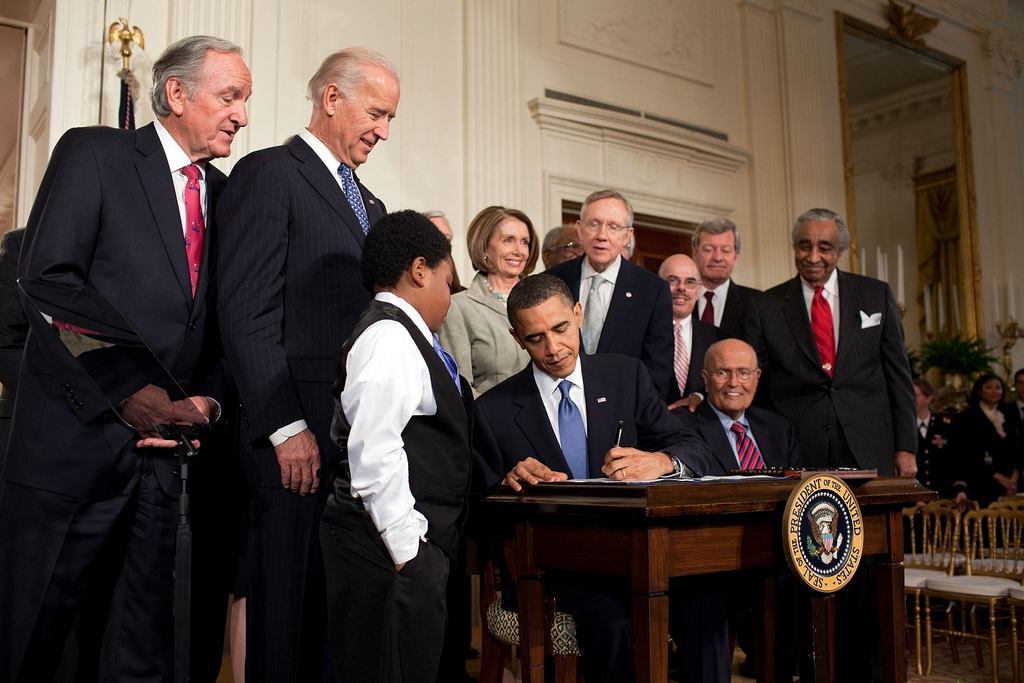
Obama unterschreibt am 23. März 2010 die Gesundheitsreform Obamacare

Um eine geregelte Insolvenz mit dem Ziel der Rettung der Autoindustrie zu sichern, gab die Bundesregierung Staatshilfen an General Motors und Chrysler. Chrysler erhielt 12,3 Milliarden US-Dollar, davon wurden nach erfolgreichem Abschluss des Insolvenzverfahrens 11,13 Milliarden US-Dollar an die Bundesregierung zurückgezahlt. General Motors erhielt 49,5 Milliarden US-Dollar Staatshilfen, von denen 39 Milliarden US-Dollar zurückgezahlt wurden. Nach einer Studie des Center for Automotive Research hat die Staatsrettung der Autoindustrie 2,63 Millionen Arbeitsplätze gerettet und $105 Milliarden an Steuereinnahmen gerettet bzw. an Kosten für Sozialleistungen erspart. Barack Obama sagte in einer Ansprache zur Lage der Nation im Januar 2012, dass die US-Autoindustrie bei seinem Regierungsantritt kurz vor dem Kollaps stand, nach der Staatsrettung aber wieder kerngesund sei. General Motors sei sogar wieder weltweit der größte Produzent. PolitiFact bewertete die Aussage als halbwahr, die Gesundung der Autoindustrie sei nicht alleine den Staatshilfen zuzuschreiben.
Obama hatte im Wahlkampf eine Reform des Gesundheitssystems der Vereinigten Staaten versprochen, die dutzende US-Präsidenten seit 1912 erfolglos angestrebt hatten: Bis 2013 sollte jeder US-Bürger krankenversichert sein. Dabei hatten Kostensenkungen, eine Versicherungspflicht für Kinder und Zuschüsse für Kleinunternehmer, um deren Mitarbeiter zu versichern, Vorrang. Mit Obamas Unterschrift trat am 23. März 2010 mit dem Patient Protection and Affordable Care Act ein historisches Reformgesetz in Kraft, das zunächst 32 von 47 Millionen bislang unversicherten US-Bürgern pflichtversichert und den Ausschluss wegen einer Vorerkrankung oder zu hoher Arztkosten verbietet.
Das durch Ausschüsse entworfene Gesetz erlangte erst nach heftigen Konflikten und zahlreichen Änderungen und Kompromissen eine Mehrheit in Kongress und Senat. Statt der von Obama favorisierten staatlichen Krankenversicherung wurden Steuerentlastungen für Bürger mit niedrigen oder mittleren Einkommen und mittelständischen Unternehmen eingeführt, sofern diese sich versichern. Das Reformgesetz wurde vom Obersten Gerichtshof in der Entscheidung National Federation of Independent Business v. Sebelius vom 28. Juni 2012 im Wesentlichen für verfassungskonform befunden und bleibt somit rechtskräftig.

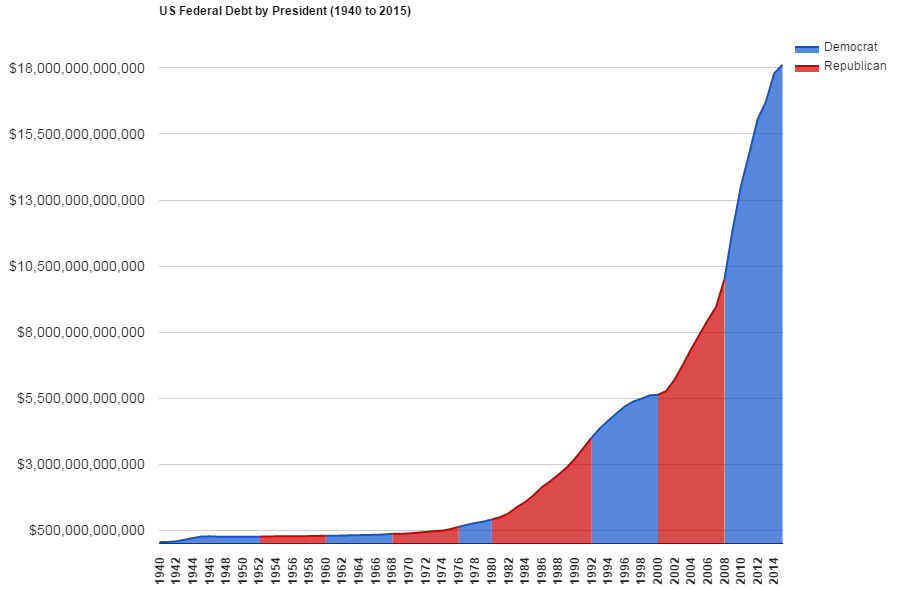
Staatsverschuldung der Vereinigten Staaten unter Barack Obama und den vorherigen Präsidenten

Die umstrittene allgemeine Krankenversicherung („Obamacare“) wurde zum 1. Oktober 2013 eingeführt. Laut Umfragen lehnten jedoch 59 Prozent der amerikanischen Bevölkerung diese Reform ab. Computerpannen und Fehlfunktionen bei der Einführung eines internetgestützten Versicherungs-Marktplatzes, der laut Obama „so einfach wie der Kauf eines Fernsehers auf Amazon“ sein würde, schadeten den Umfragewerten des Präsidenten, dessen Amtsführung im Oktober 2013 nur noch von 42 % der Bevölkerung für gut befunden wurde, wogegen 55 % sich kritisch zeigten.
Am 21. Juli 2010 unterzeichnete Obama den Dodd/Frank Act und setzte damit die größte Finanzmarktreform der USA seit der Großen Depression in Kraft. Das Gesetz verlangt eine Regulierungsbehörde für den Finanzmarkt und die Ausgliederung des Derivatehandels, beschränkt die Rettung notleidender Banken aus Steuermitteln und den Eigenhandel der Banken (Volcker-Regel). Obama betonte, diese Finanzmarktreformen seien die historisch stärksten Verbraucherschutzmaßnahmen und böten bessere Informationsmöglichkeiten für einfache Anleger. Opposition und Bankenvertreter kritisierten, das Gesetz werde Arbeitsplatzverluste und zunehmende Bürokratisierung bewirken.
Obama favorisierte ferner Investitionen in die Weiterbildung der arbeitenden Bevölkerung, besonders in die College-Ausbildung.
Ein mit den Republikanern ausgehandelter Kompromissentwurf Obamas über die Besteuerung fand 2013 eine Mehrheit im US-Senat. Darin wurden die noch unter Bush eingeführten Steuererleichterungen bis auf weiteres beibehalten; Ausnahmen sind steigende Steuerabgaben hinsichtlich der eingeführten allgemeinen Krankenversicherung „Obamacare“ sowie erhöhte Steuern auf Kapitaleinkünfte von Haushalten mit über 250.000 US-Dollar Jahreseinkommen. Obama hielt am 6. Dezember 2011 in Osawatomie (Kansas) eine programmatische Rede, in der er die wirtschaftliche Ungleichheit anprangerte. Die zunehmende Ungleichheit strafe das Versprechen des amerikanischen Traums Lügen, dass es jeder schaffen könne, wenn er nur wolle. Es gehe hier nicht um irgendeine politische Debatte, sondern um „die entscheidende Frage unserer Zeit“.
Das Wirtschaftsmagazin The Economist kritisierte Obamas Wirtschaftspolitik im September 2012 dahingehend, dass der Präsident keine glaubwürdigen Pläne für eine langfristige Reduktion des US-Budgetdefizits habe: Sein Versprechen, die Steuern für 95 Prozent der Bevölkerung nicht zu erhöhen, sei „dumm“; die Vorstellung, das Budget nur mit zusätzlichen Belastungen für wohlhabende Bürger zu sanieren, habe wenig Glaubwürdigkeit. Das zentrale Problem der Haushaltspolitik sei vielmehr ein starker Anstieg der Ausgaben für Transferzahlungen, beispielsweise für Medicare, dies würde Obama nicht behandeln.

#### Umwelt, Klima, Energie

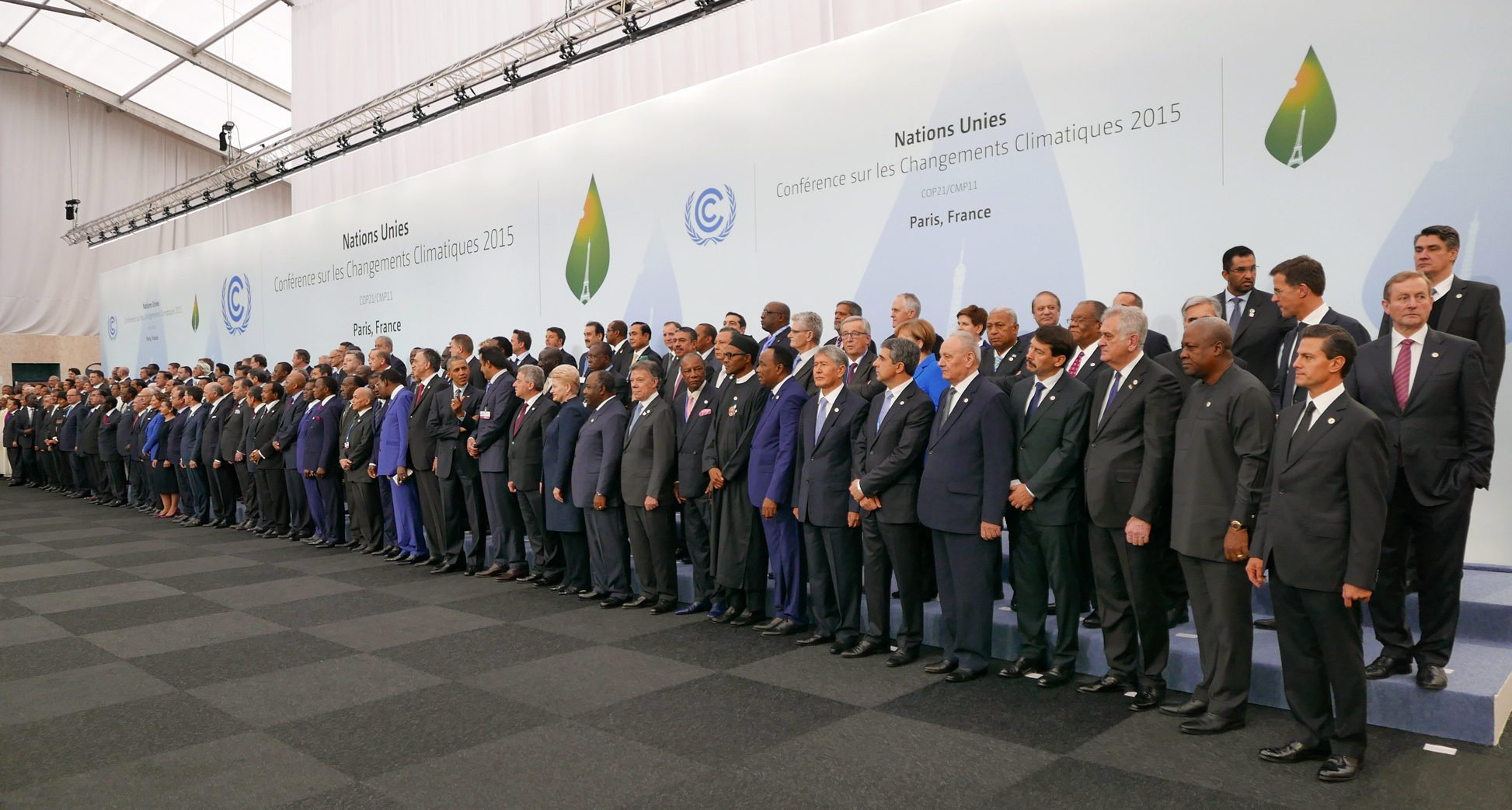
Obama (Mitte) zusammen mit anderen Staatenlenkern auf der UN-Klimakonferenz in Paris 2015

Obama legte im Präsidentschaftswahlkampf einen Plan vor, die USA in zehn Jahren durch Förderung von erneuerbaren Energien und Energiesparmaßnahmen sowie mit Kohle- und Atomkraft von Ölimporten unabhängig zu machen. Pläne der Republikaner, die Erdölgewinnung vor landeseigenen Küsten zu erweitern, lehnte er ab.
Im Dezember 2008 nominierte er den Physiknobelpreisträger Steven Chu als Energieminister und die ehemalige Leiterin der Umweltschutzbehörde, Carol M. Browner, als Leiterin seines Beraterstabes für Energie und Klima. Beide hatten sich früher für den Klimaschutz engagiert. Er ernannte den Harvard-Physiker John Holdren, einen Mahner gegen globale Erwärmung, zum Chef-Wissenschaftsberater seiner Regierung und die in Klimafragen kritisch eingestellte Meeresbiologin Jane Lubchenco zur Direktorin der National Oceanic and Atmospheric Administration (NOAA). 60 Milliarden US-Dollar aus dem staatlichen Konjunkturpaket vom Februar 2009 waren für Umweltprojekte, saubere Energien und Forschung dazu vorgesehen.
Bei der UN-Klimakonferenz in Kopenhagen erklärte Obama am 18. Dezember 2009, die USA als größter CO2-Produzent weltweit seien bereit, die Emissionen um bis zu 17 Prozent bis 2020 und um mehr als 80 Prozent bis 2050 zu reduzieren. Da die USA ihren Energieverbrauch seit 1990 jedoch vervielfacht haben, blieb dies weit hinter den von Klimaschützern als notwendig erachteten Reduktionszielen zurück. Obamas Versuch, China und Indien in bilateralen Gesprächen auf ein Überprüfungssystem für Emissionsauflagen zu verpflichten, scheiterte. Auch der im kleinen Kreis formulierte Minimalkonsens von höchstens zwei Grad Erderwärmung wurde im Abschlussplenum abgelehnt, so dass der Gipfel ohne verbindliche Vereinbarung blieb.
In seiner ersten Rede zur Lage der Union am 27. Januar 2010 kündigte Obama den Ausbau des Energiesektors mit Solarenergie und Biotreibstoffen, aber auch den Bau neuer Atomkraftwerke und die Erschließung von US-amerikanischem Erdöl und Erdgas an. Am 31. März erlaubte er das Bohren danach bis zu 80 Kilometer vor den Küsten im Golf von Mexiko und vor Alaska, wo bislang nicht gebohrt worden war. Damit wollte er mehr Republikaner für einen neuen Klimagesetzentwurf gewinnen.

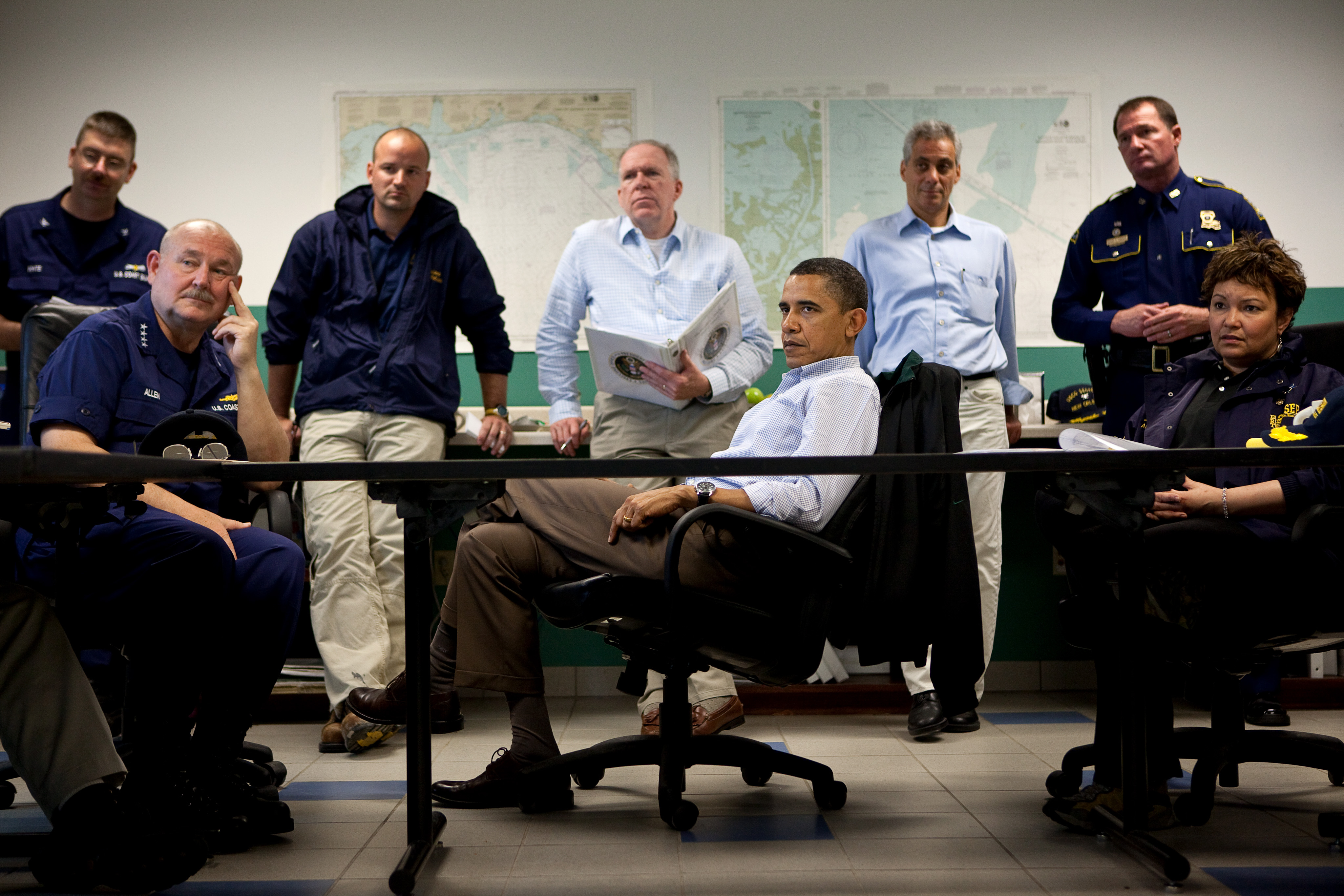
Obama bei einem Briefing zur Ölpest im Golf von Mexiko 2010 in Venice (Louisiana)

Nach dem Untergang der Bohrinsel Deepwater Horizon im April geriet diese Erlaubnis verstärkt in die Kritik. Obama setzte nach einigen Tagen des Abwartens US-Militär zum Küstenschutz gegen die ausgelöste Ölpest ein, ließ die Versuche, das Ölleck abzudichten, überwachen, bestand auf zwei statt nur einer Entlastungsbohrung und auf voller Haftung des Ölkonzerns British Petroleum (BP) für Folgeschäden und Einkommensverluste betroffener US-Bürger. Am 27. Mai ließ er alle auch behördlich schon genehmigten Tiefseebohrungen vor US-Küsten für sechs Monate und alle US-Probebohrungen in der Arktis unbefristet aussetzen und keine neuen Bohrungen einleiten, um zuerst deren Sicherheit von einer unabhängigen Kommission überprüfen zu lassen. Zudem verschärfte er die Sicherheitsauflagen.
Am 2. Juni 2010 forderte er aufgrund der Ölpest im Golf von Mexiko eine Abkehr von fossilen Brennstoffen, Strafsteuern auf Kohlendioxidemissionen, ein Ende der Steuerabschläge für Ölkonzerne und die Verwendung dieser Zusatzeinnahmen für die Forschung zu erneuerbaren und emissionsfreien Energien.
Ein entsprechender Gesetzentwurf verfehlte jedoch am 23. Juli 2010 im US-Senat die notwendige Mehrheit, da auch Senatoren der Demokratischen Partei dagegen stimmten. Damit blieb Obamas Wahlversprechen einer ökologischen Energiewende unerfüllt. Klimaschützer sahen darin ein entscheidendes Hindernis für wirksame internationale Verträge zum Klimaschutz, da die USA so von anderen Staaten keine klimafreundlichen Gesetze einfordern könnten.
US-Bundesgerichte zweier Instanzen hoben Obamas Bohrstopp im Juni und Juli 2010 nach einer Klage von 32 Öl-Unternehmen zunächst auf. Nachdem seine Umweltberater feststellten, dass BP vor der Katastrophe auf der Basis veralteter Dokumente Ausnahmegenehmigungen erhalten hatte, verfügte Obama am 16. August 2010 mit einer präsidialen Direktive, alle Tiefseebohrungen zunächst bis 30. November 2010 auszusetzen und neue Ölbohrungen vor den US-Küsten, auch im Flachwasser, nur noch bei Einhaltung scharfer Sicherheitsauflagen zu genehmigen. Die Behörde für Rohstoffverwaltung (MMS), die im Mai der Korruption und häufigen Umgehung von ohnehin nur geringen Sicherheitsbestimmungen für Ölplattformen überführt worden war, musste eine unabhängige Kontrollbehörde einrichten, die vor jeder Bohrerlaubnis ökologische Gutachten nach verschärften Kriterien zu erstellen hat.
Am 12. Oktober 2010 hob Obama den Ölbohrstopp vorzeitig auf. Zugleich machte das Innenministerium aber den Nachweis von Vorkehrungen für Unfälle und technisches Versagen zur Bedingung für neue Bohrgenehmigungen.
Im Dezember 2012 erklärte Obama den Kampf gegen den Klimawandel zu einem der drei wichtigsten Themen für die zweite Amtszeit. In seiner Rede zur Amtseinführung im Januar 2013 stellte er den Kampf gegen den Klimawandel und den Ausbau erneuerbarer Energien als Priorität für die kommenden Jahre heraus. Den Klimawandel nicht zu bekämpfen, wäre Verrat an „unseren Kindern“ und zukünftigen Generationen. Im Juli 2013 stellte er bei einer Rede an der George Washington Universität seinen Klimaschutzplan vor.
Bis 2030 solle der jährliche CO2-Ausstoß um die Hälfte sinken, unter anderem mit strengeren Grenzwerten für Kohlekraftwerke, sinkenden Subventionen für fossile Energien sowie der Stärkung von erneuerbaren Energien und Energieeffizienz. Damit legte Obama als erster US-Präsident einen weitreichenden Plan zum Klimaschutz vor und wurde indessen als Vorreiter in der internationalen Klimapolitik erachtet. Insbesondere trieb er die Verringerung der Emissionen von Kohlekraftwerken voran, da hierfür keine Zustimmung des Kongresses erforderlich ist.

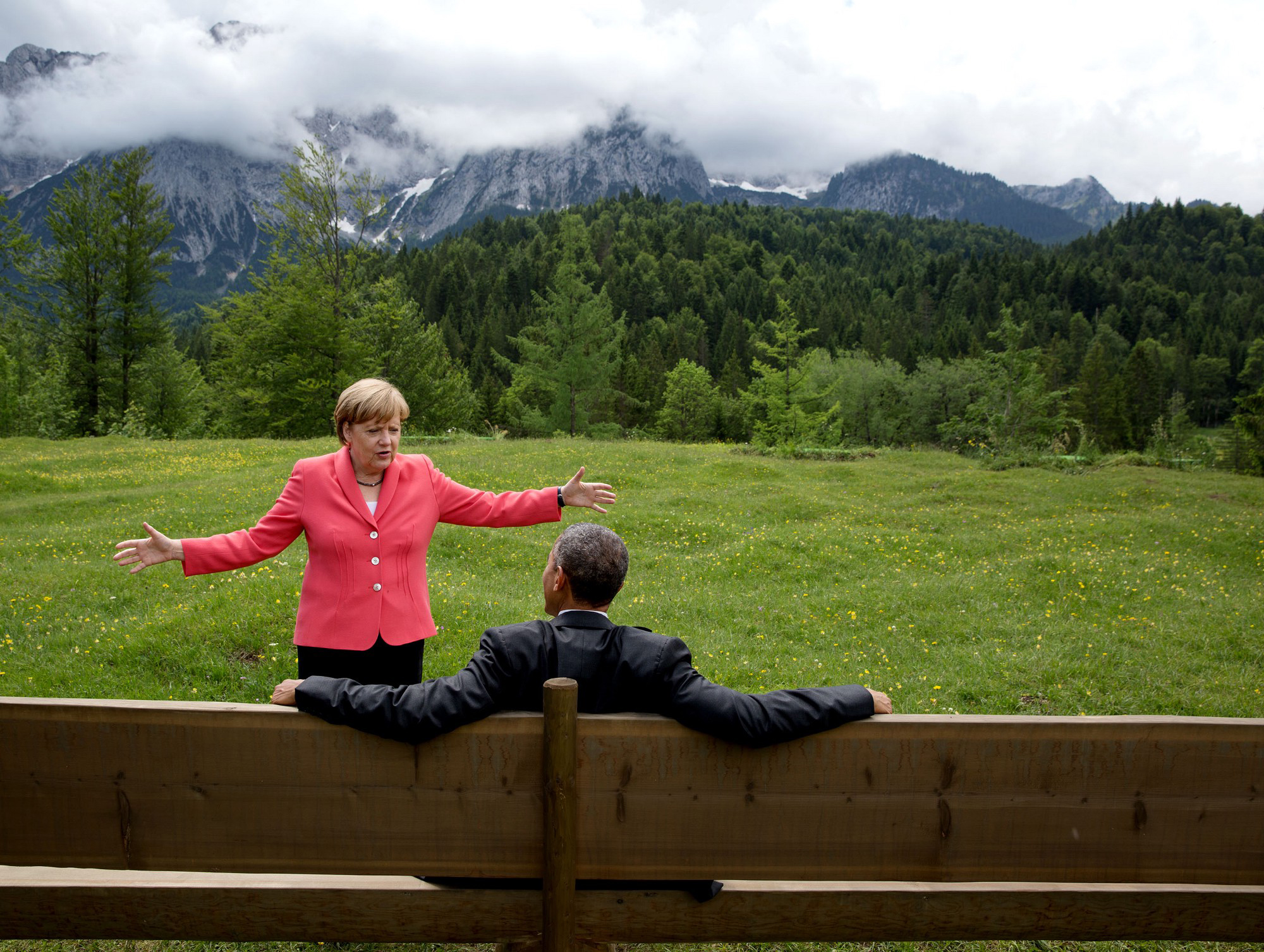
Obama beim G7-Gipfel auf Schloss Elmau 2015 mit der deutschen Bundeskanzlerin Angela Merkel

Mitte 2015 verkündete Obama neue Richtlinien, die eine Reduzierung der Treibhausgasemissionen amerikanischer Kraftwerke bis 2030 um 32 % gegenüber dem Basisjahr 2005 senken sollen. Zuvor war auf dem G7-Gipfel auf Schloss Elmau 2015 von den G7-Staaten vereinbart worden, die weltweiten Treibhausgasemissionen bis 2050 um 70 % zu reduzieren und die Weltwirtschaft bis 2100 vollständig zu dekarbonisieren. Kritik von Lobbyverbänden der Kohle- und Erdölindustrie, die die Energiewende zu bremsen versuchten, wies Obama zurück. Laut Obama führe dies zu keinem Fortschritt, sondern sei „der Versuch, alte Geschäftsmodelle zu verteidigen“.
Bis Anfang 2016 stellte Obama insgesamt eine Fläche von 107 Millionen Hektar unter Naturschutz, darunter als größtes Gebiet das Pacific Remote Islands Marine National Monument. Somit erweiterte er die National Monuments in den Vereinigten Staaten mehr als jeder andere Präsident.
Am Ende seiner Amtszeit wies er – auch mit Blick auf Wahlkampfankündigungen und -forderungen von Donald Trump – darauf hin, dass „Clean Energy“ nicht zu stoppen sei, unter anderem weil ihre Erzeugungskosten stark gesunken sind.

#### Justiz und Bürgerrechte
Obama trat seit Beginn seiner Berufstätigkeit für Bürgerrechte und Minderheitenschutz ein. Er strebte im Wahlkampf Gesetze gegen Hassverbrechen, zur fairen Durchführung von Wahlen, die Abschaffung des Defense of Marriage Act, die Beendigung der „Don’t ask, don’t tell“-Politik der Streitkräfte und ein Gesetz gegen Diskriminierung aufgrund der sexuellen Orientierung oder Geschlechtsidentität (Employment Non-Discrimination Act) an.
Obama befürwortete die Todesstrafe für die Vergewaltigung und Ermordung von Kindern und für Massenmorde. Darum kritisierte er, dass der Oberste Gerichtshof der USA im Fall Kennedy v. Louisiana ein Todesurteil wegen der Vergewaltigung eines Kindes für verfassungswidrig erklärte. Er wirkte als Senator an einem Gesetz zur Aussetzung von Todesurteilen in Illinois mit, die ohne überprüfbares rechtsstaatliches Verfahren entstanden waren. Auch als Präsident trat er für die erleichterte Aufhebung von Todesurteilen ein, die durch fragwürdige Polizeimethoden, rassistische Vorurteile und schlechte Strafverteidigung zustande kamen.
Am 19. Mai 2008 besuchte er als erster Präsidentschaftskandidat ein Indianerreservat, versprach regelmäßige Gespräche und die Berufung eines Beraters für die Indianerpolitik. Im November 2008 berief er sechs indianische Berater in sein Übergangsteam.
Am 20. April 2009 ließ Obama sechs Folterbefehle der Vorgängerregierung veröffentlichen und sicherte deren Urhebern und Ausführenden zugleich Schutz vor Strafverfolgung zu. Ende Januar 2010 wurden zwei Rechtsberater, welche die Folterbefehle entworfen hatten, endgültig von Strafverfolgung befreit.
Am 14. Mai 2009 wandte sich Obama öffentlich dagegen, weitere 44 Fotografien von Gefangenenfolter durch US-Soldaten in Abu Ghuraib zu veröffentlichen. Das Darstellen bereits bestrafter vergangener Taten könne das Leben von US-Soldaten im Irak und Afghanistan gefährden. Damit folgte er Verteidigungsminister Robert Gates und einer Bitte von republikanischen Senatoren. Die Bürgerrechtsunion American Civil Liberties Union, welche die Veröffentlichung der Fotos zuvor gerichtlich erstritten hatte, und parteiunabhängige Liberale kritisierten Obamas Haltung als Bruch seines Wahlversprechens von Transparenz gegenüber der unter Bush üblichen Geheimhaltung von US-Verbrechen.

Am 21. Mai 2009 kündigte Obama in einer Rede zur nationalen Sicherheit eine legalisierte verlängerte Vorbeugehaft (prolonged detention) für Gefangene an, die als „besonders gefährliche“ Terroristen eingestuft werden, obwohl ihre mutmaßlichen Straftaten bisher in keinem regulären Strafprozess nachgewiesen wurden. Bürgerrechtler und Linke in den USA kritisierten ihn dafür stark; manche sprachen von Verfassungsbruch und Abkehr von rechtsstaatlichen Traditionen der USA, „wo Menschen in der Hand der Regierung entweder ein Strafverfahren bekommen oder freikommen.“ 

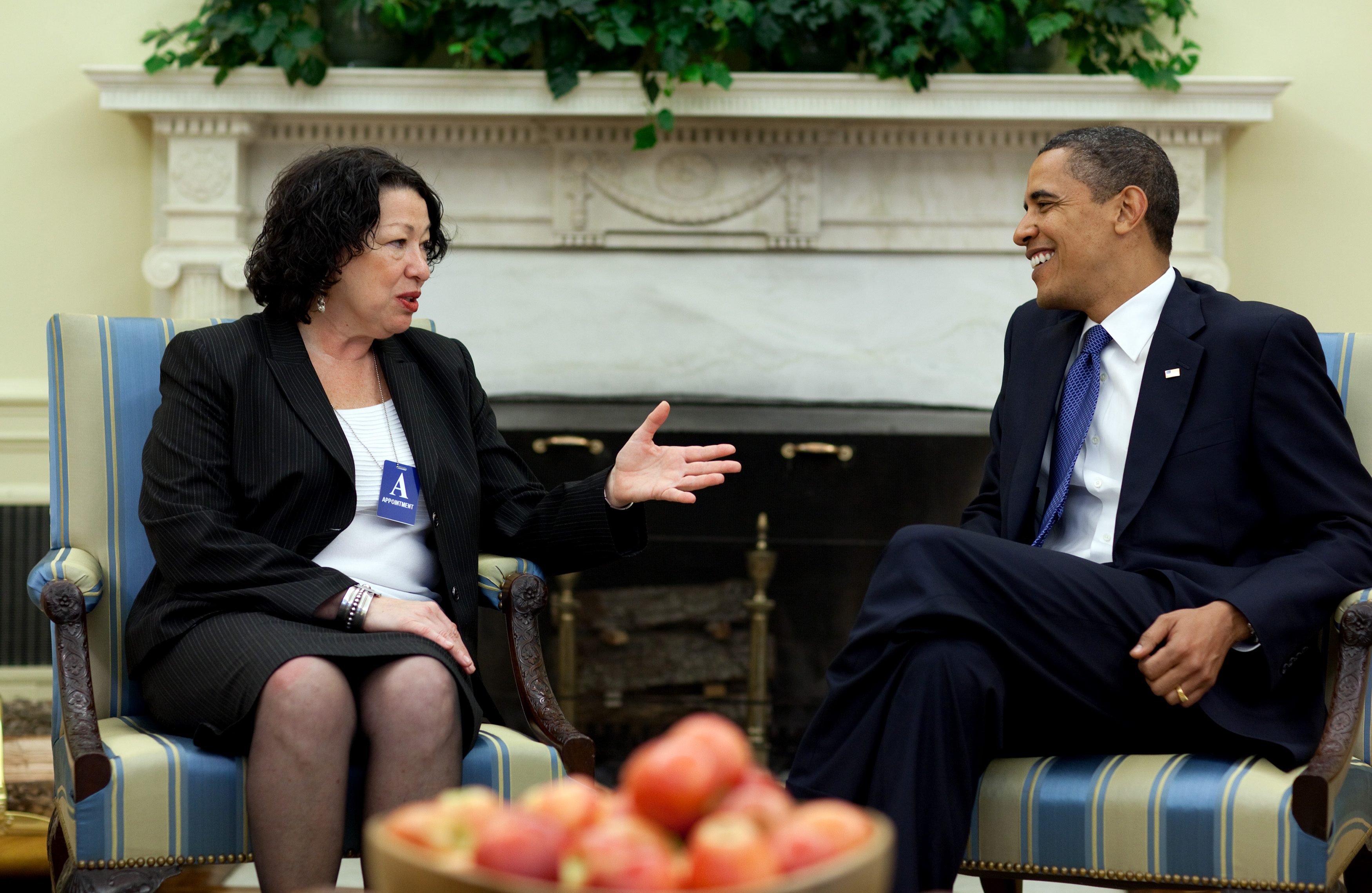
Obama im Mai 2009 mit der Juristin Sonia Sotomayor, die er für den Obersten Gerichtshof nominierte

Am 26. Mai 2009 nominierte Obama Sonia Sotomayor als erste Frau, die zu den Hispanics gezählt wird, am 10. Mai 2010 mit Elena Kagan eine weitere Frau zu Richtern am Obersten Gerichtshof der USA. Er verurteilte eine knappe Entscheidung des Gerichtshofs vom 21. Januar 2010, von Unternehmen finanzierte Wahlwerbung auch in öffentlichen Medien zuzulassen, die zuvor 20 Jahre lang begrenzt und 60 Tage vor einer Präsidentschaftswahl verboten gewesen war.
Die von ihm selbst gesetzte Jahresfrist zur Schließung des Lagers Guantanamo Bay konnte nicht eingehalten werden, da die Verlegung der dortigen Gefangenen und ihre rechtsstaatliche Behandlung in den USA, ihre Übernahme in befreundeten Staaten auf Widerstände stießen. Auch das geheime Militärgefängnis Bagram blieb bestehen.
Obama lehnte 2010 ein Gesetz Arizonas als verfassungswidrige Diskriminierung ab, das dort lebende Einwanderer verpflichtet, ihre Papiere bei sich zu tragen, Anzeigen gegen sie auf bloßen Verdacht illegaler Einwanderung erlaubt und damit polizeiliche Ausweiskontrollen erzwingt. Seine Regierung erhob im Juni 2010 Klage gegen das Gesetz. Der Oberste Gerichtshof entschied 2012, dass das Gesetz aus Arizona in Teilen bestehen bleiben darf, ließ gleichzeitig die Möglichkeit offen, weiter juristisch dagegen vorzugehen. Obama einigte sich 2014 mit dem Staat Arizona darauf, nicht weiter gegen das Gesetz vorzugehen, wenn Arizona ebenfalls kein juristisches Vorgehen mehr in Betracht zieht, was darauf abzielt, Teile des Gesetzes wiederherzustellen.
Am 22. Dezember 2010 unterschrieb Obama einen Gesetzentwurf des US-Repräsentantenhauses, der die bisher verbreitete Entlassung bekennender Homosexueller aus der US-Armee verbietet. Er erfüllte damit gegen enorme Widerstände sein Wahlkampfversprechen, die Don't-ask-don't-tell-Regelung aufzuheben. Im Mai 2012 gab Obama in einem Interview mit ABC News bekannt, dass er die Forderungen nach Anerkennung der gleichgeschlechtlichen zivilen Ehe unterstützt. Diese Aussage stellte einen Wendepunkt in der Politik Obamas dar, der die Homo-Ehe bis dahin abgelehnt hatte. Einige Tage zuvor hatten sich bereits Vizepräsident Joe Biden und Bildungsminister Arne Duncan in Fernsehinterviews ähnlich geäußert. In seiner zweiten Antrittsrede am 20. Januar 2013 unterstrich er das Ziel der staatlichen Gleichberechtigung Homosexueller (im Zusammenhang mit der Forderung nach Gleichberechtigung von Frauen und Afroamerikanern).
Am 31. Dezember 2011 unterzeichnete Obama ein umstrittenes Sicherheitsgesetz. Unter anderem ermächtigte dieses die US-Streitkräfte dazu, terrorverdächtige Ausländer unbegrenzte Zeit in Haft zu nehmen. Das Gesetz wurde zuvor von Senat und Repräsentantenhaus beschlossen. Obama hatte bereits Wochen zuvor sein Veto gegen das Gesetz angedroht, unterschrieb es schließlich aber doch.

##### Transparenz, Geheimdienste und Whistleblower unter Obama

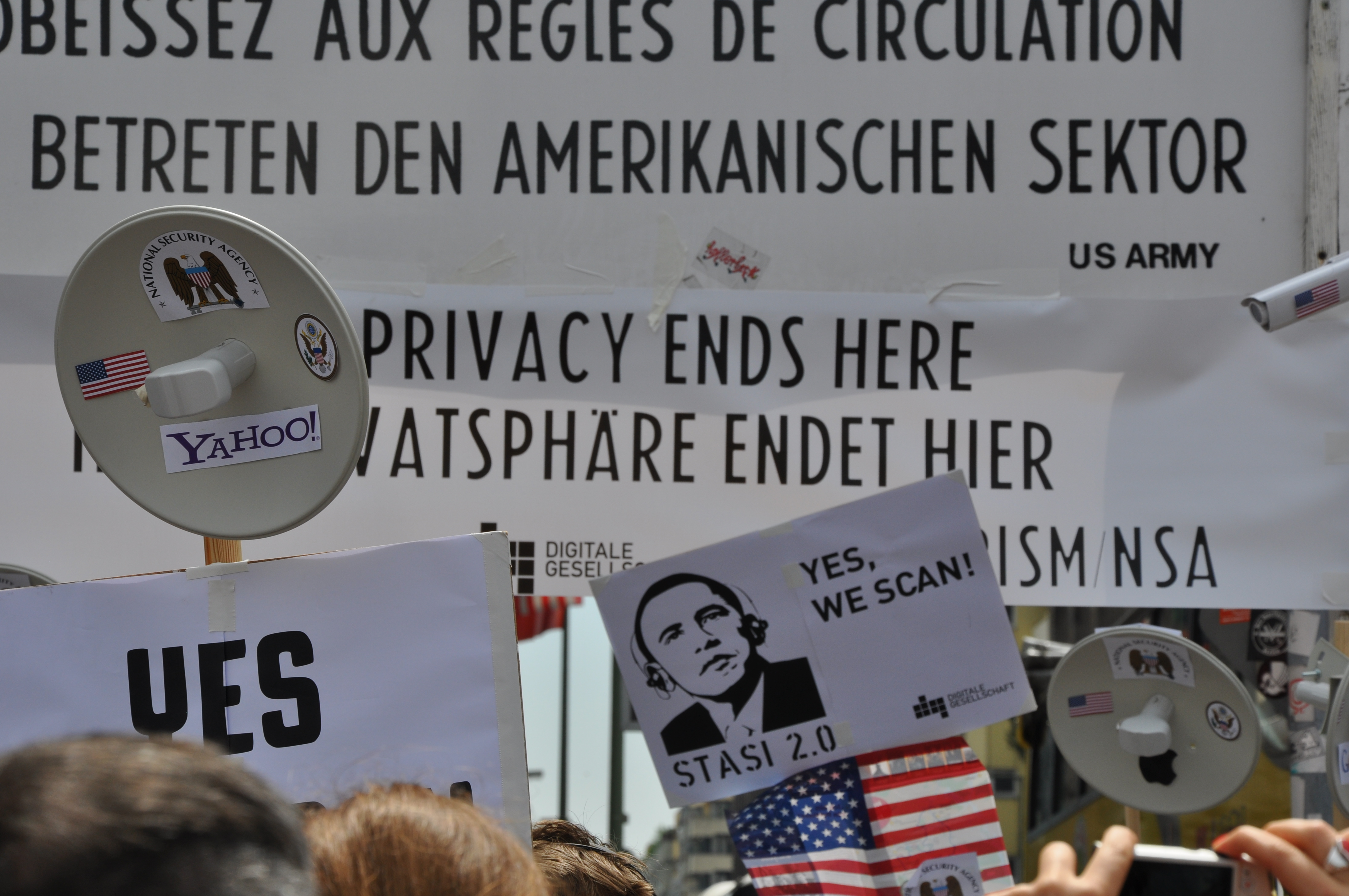
„Yes we scan“-Demonstration am Checkpoint Charlie, Juni 2013

US-Präsident Barack Obama äußerte sich vor seiner ersten Wahl zum Präsidenten bewundernd über Whistleblower als „wertvollste Quelle“ für Informationen über Regierungsfehlverhalten. Dennoch waren während seiner Präsidentschaft bis zum Jahr 2011 fünf Whistleblower (damalig Bradley Manning, Shamai Leibowitz, Jeffrey Alexander Sterling, Stephen Kim und Thomas Drake) aus dem US-Geheimdienstbereich unter dem Anti-Spionage-Gesetz (Espionage Act von 1917), das auch die Todesstrafe vorsieht, angeklagt worden. Das waren laut The New Yorker mehr Fälle als unter allen US-Präsidenten vor ihm zusammengenommen. Vor seiner Wahl versprach Obama zudem, sich für die Steigerung der Transparenz von Regierungshandeln einzusetzen. Und obwohl Obama bezüglich der Transparenz eine Reihe von Maßnahmen unternahm – etwa die Freigabe von vertraulichen Informationen, die mehrere tausend Dokumente umfasst, sowie die Gründung des National Declassification Center im National Archives and Records Administration – wurden die Maßnahmen lediglich als publicity bewertet, da die veröffentlichten jahrzehntealten Informationen keine politische Bedeutung für die Gegenwart hatten.
2013 ließ Edward Snowden vertrauliche Dokumente veröffentlichen, wonach der Geheimdienst National Security Agency (NSA) die Telekommunikation, das Internet, die Vertretungen der Europäischen Union, sowie das Handy der deutschen Bundeskanzlerin Angela Merkel und andere europäischer Politiker während Barack Obamas Präsidentschaft – wie auch teilweise bereits zuvor – überwacht hat. Dies löste die Überwachungs- und Spionageaffäre 2013 aus.
Im Januar 2017, kurz vor dem Ende seiner Amtszeit, begnadigte Obama die Whistleblowerin Chelsea Manning. Er verkürzte damit Mannings Haftdauer von 35 Jahren auf knapp 7 Jahre. Auch lehnte er die Anklage von dem Gründer von Wikileaks, Julian Assange, ab.

### Opposition
Obama hatte sich im Wahlkampf und als Präsident für parteiübergreifenden Konsens in wichtigen Streitfragen eingesetzt, erhielt aber im ersten Jahr seiner Amtszeit außer bei der Finanzierung des Antiterrorkrieges von Abgeordneten der Republikaner kaum Zustimmung.

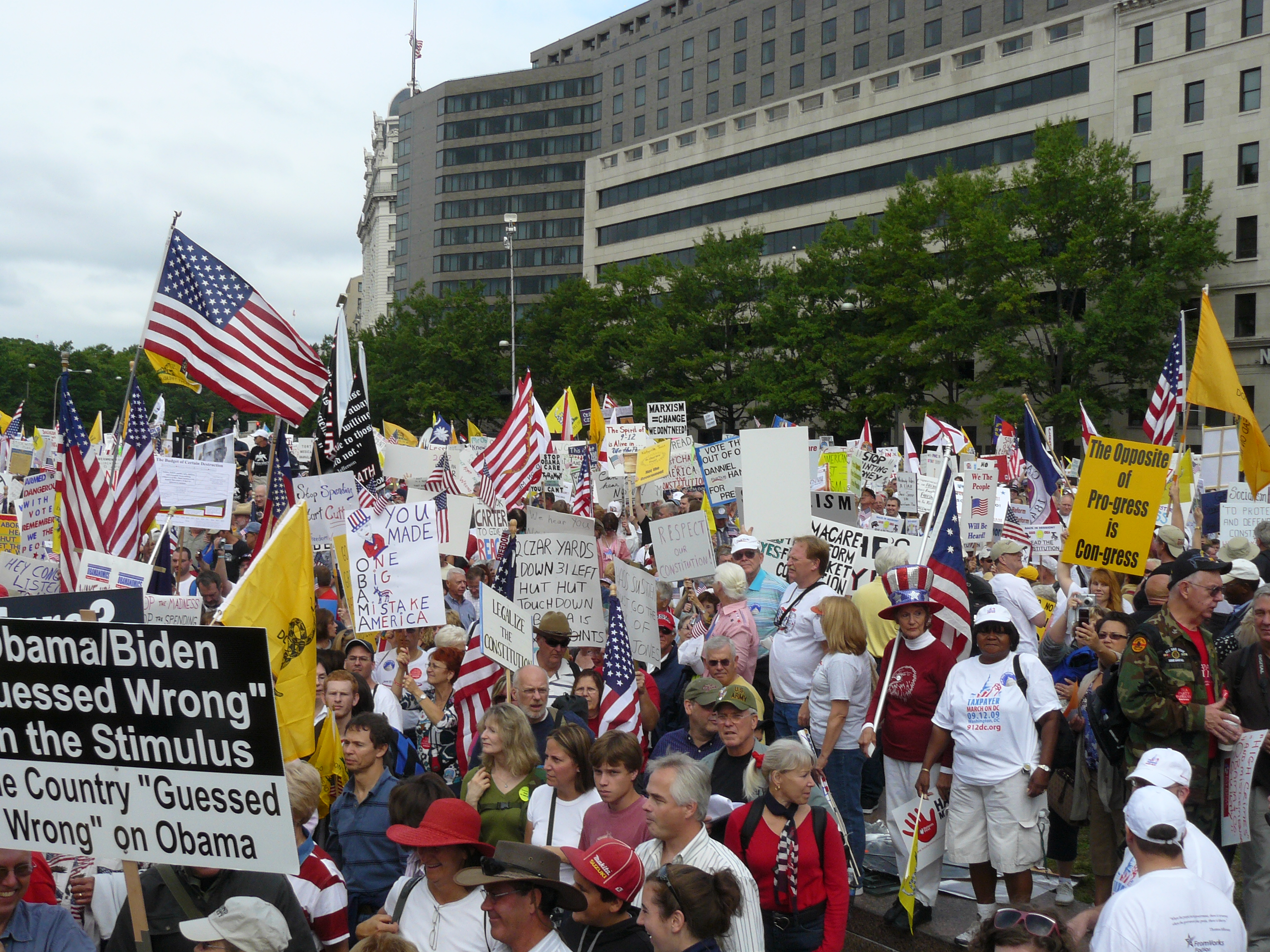
Taxpayer March on Washington auf der Pennsylvania Avenue, 12. September 2009

Die im Sommer 2009 entstandene, damals von Versicherungskonzernen finanziell gestützte Tea-Party-Bewegung opponiert gegen Obamas Gesundheitsreform, seine Konjunkturprogramme und angeblichen Steuererhöhungspläne. Sie machten ihn für anhaltende Arbeitslosigkeit und das hohe Haushaltsdefizit verantwortlich, die sie als Niedergang der Weltmacht USA und schleichende Freiheitsberaubung sahen. Die meisten ihrer Anhänger glauben nach einer Umfrage von 2010, Obama wolle in den USA den Sozialismus einführen und teile alltägliche US-amerikanische Werte nicht. Damals wichtige Vertreter waren der Talkradio- und Fernsehmoderator Glenn Beck und Sarah Palin. Rassistische Ausfälle mancher ihrer Anhänger wurden als Hinweis auf in der US-Gesellschaft verbreitete rechtsradikale Tendenzen oder sogar als einendes Merkmal der Bewegung gedeutet.
Obama erinnerte am 1. Mai 2010 daran, dass auch frühere US-Präsidenten wegen ihrer Reformpläne als Sozialisten, Fremde oder Diktatoren beschimpft worden seien. Alles zu verteufeln, was die vom Volk gewählte Regierung für die Bürger leiste, sei jedoch undemokratisch. Die Finanzkrise hätte ohne staatliche Eingriffe die ganze Wirtschaft kollabieren lassen. In öffentlichen Debatten sei ein Mindestmaß an Höflichkeit zu wahren. Das Dämonisieren von Personen lasse schlimmstenfalls Gewalt als gerechtfertigt erscheinen. Mit Hinweis auf die Goldene Regel betonte er: Die Bereitschaft, auch das Denken der jeweiligen Gegenseite nachzuvollziehen, sei wesentlich für eine funktionierende Demokratie.
Obama verlor laut Umfragen kontinuierlich an Ansehen und lag im September 2010 bei einer Zustimmungsrate von 45 %. Erwartungsgemäß verlor seine Demokratische Partei bei den Midterm-Wahlen am 2. November 2010 ihre Mehrheit im Repräsentantenhaus und bei den Gouverneuren, bewahrte aber trotz Verlusten ihre Mehrheit im US-Senat. Während John Boehner, Fraktionsführer der Republikaner im Repräsentantenhaus, dies als Mandat zur Aufhebung der Gesundheitsreform und zu Steuersenkungen deutete, wies Obama dies zurück und deutete das Wahlergebnis als Auftrag zu verstärkter Zusammenarbeit.
Nach Umfragen vom August 2010 glaubten bis zu 18 Prozent der US-Bürger, Obama sei Muslim; bis zu 25 Prozent meinten, er sei nicht in den USA geboren, also kein legitimer US-Präsident. Jene, die immer wieder Zweifel am Geburtsort äußerten, werden im Englischen oft als „Birthers“ (wörtlich „Geburtler“) bezeichnet. Nachdem der spätere Präsident Donald Trump dies gefordert hatte, ließ Obama am 27. April 2011 die Langversion seiner Geburtsurkunde (birth certificate) veröffentlichen, deren Kurzversion er im Wahlkampf 2008 bekannt gegeben hatte. Er kritisierte die US-Medien dafür, das Thema zur Hauptnachricht gemacht zu haben. Die USA könnten ihre gewaltigen sozialen und ökonomischen Probleme nicht mit solchen Ablenkungsmanövern lösen: „Wir haben keine Zeit für diese Art Albernheit.“
Die Zeitschrift The Economist, die Obamas Gesundheitsreform 2010 unterstützt hatte, schrieb im November 2013, die USA wirkten unter Obamas Regierung zunehmend steuerlos; der Präsident kümmere sich nicht um Details seiner Politik und hege Misstrauen gegenüber der Wirtschaft. Innen- und außenpolitisch habe er bisher keine persönlichen Beziehungen zu politischen Entscheidungsträgern aufgebaut und gelte auch gegenüber Parteifreunden als distanziert und unnahbar. Er müsse sich stärker engagieren, so die Zeitschrift, um sein nach wie vor bedeutendes politisches Potenzial besser ausschöpfen zu können.

### Wiederwahl und Beginn der zweiten Amtszeit
Anfang April 2011 erklärte Obama seine Absicht, sich bei der Präsidentschaftswahl 2012 für eine zweite Amtsperiode als Präsident zu bewerben, und startete die Kampagne für seine Wiederwahl.
Am 6. November 2012 erreichte Obama vor allem durch Siege in den umkämpften, traditionell von Wechselwählern dominierten Bundesstaaten (Swing States) Colorado, Florida, Iowa, Nevada, Ohio, Pennsylvania und Virginia eine deutliche Mehrheit der Wahlmännerstimmen und damit faktisch seine Wiederwahl. Er gewann auch die Stimmenmehrheit der wahlbeteiligten US-Bürger (Popular Vote). Der Gegenkandidat der Republikanischen Partei, Mitt Romney, gestand seine Niederlage ein. Obamas Stellvertreter Joe Biden wurde an seiner Seite ebenfalls erneut zum Vizepräsidenten gewählt. Noch vor seinem zweiten Amtseid, Anfang Januar 2013, ließ er Änderungen am Former Presidents Act vornehmen, die ihm einen lebenslangen Personenschutz durch den Secret Service garantierte.
Obama legte seinen zweiten Amtseid turnusgemäß am 20. Januar 2013 ab. Weil dieser Tag 2013 auf einen Sonntag fiel, tat er dies während einer kurzen Zeremonie im Weißen Haus vor John Roberts, Chief Justice of the United States. Die öffentlichen Feierlichkeiten vor dem Kapitol mit einer zweiten Vereidigung erfolgten einen Tag später (und damit an einem Wochentag).

### Ende der Präsidentschaft
Seine letzte Rede vor der UNO-Vollversammlung während seiner Amtszeit als Präsident der Vereinigten Staaten hielt Obama am 20. September 2016.

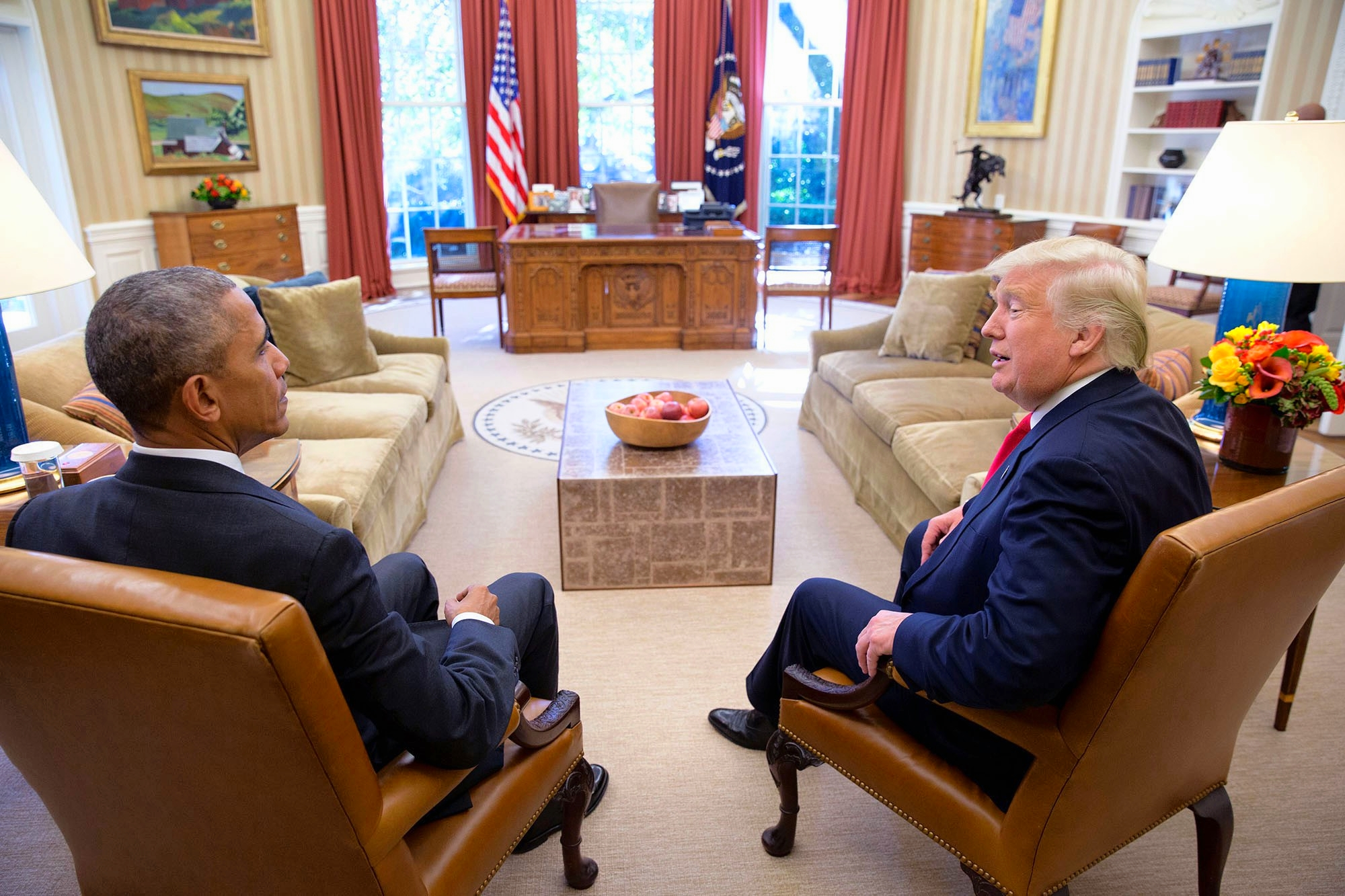
Obama und Donald Trump bei einem Treffen während des Präsidentschaftsübergangs im Weißen Haus, 10. November 2016

Am 8. November 2016 fand die Präsidentschaftswahl für Obamas Nachfolge statt, die der Republikaner Donald Trump gewann. Obama hatte sich für die Wahl Hillary Clintons eingesetzt, die von den Demokraten als Kandidatin nominiert worden war und unter ihm auch schon als amerikanische Außenministerin gedient hatte. Am 10. November 2016 trafen sich der amtierende und der zukünftige Präsident zum ersten Gespräch über die Amtsübergabe (United States presidential transition) im Weißen Haus.
In Athen wandte sich Obama am 16. November 2016 mit einer Grundsatzansprache an die Weltöffentlichkeit und setzte sich mit den Themen Demokratie und Folgen der Globalisierung auseinander. Vor Soldaten des Luftwaffenstützpunkts in Tampa (Florida) zog Obama am 7. Dezember 2016 eine Bilanz seiner militärischen Innen- und Außenpolitik. Der Terrorismus sei nicht kurzfristig zu besiegen. Alle Maßnahmen der nationalen Sicherheit müssen, so Obama, wie in seiner Regierungszeit auf Grundlage der eigenen Werte getroffen werden. Der Anti-Terror-Kampf sei nicht durch Methoden, wie sie George W. Bush angewandt hatte, zu gewinnen. Weder der Einsatz von Bodentruppen im Irak und Afghanistan noch die Luftangriffe hätten den Terrorismus vollständig zerschlagen. Er selbst habe Foltermethoden wie das Waterboarding nach seinem Regierungsantritt gestoppt. Das Gefangenenlager Guantanamo habe er nicht, wie im Wahlkampf versprochen, vollständig schließen können, da seine Bemühungen auf den Widerstand der Mehrheit sowohl im Senat wie auch im Repräsentantenhaus gestoßen seien. Er warnte vor falschen Versprechungen, wonach der Kampf gegen den Terror durch verstärkten Einsatz von Bomben und Soldaten sowie eine isolationalistische Politik der USA zu gewinnen sei. Hingegen sollten die Vereinigten Staaten eine langfristige Strategie verfolgen und Partner in aller Welt beteiligen. Ausdrücklich verteidigte er den Einsatz von unbemannten Militärdrohnen zur gezielten Tötung von Terroristen.
Den Kampf gegen den IS, vor allem durch Bombardierungen, bezeichnete Obama als erfolgreich, da die Terrororganisation mehr als 50 Prozent des von ihr besetzten Territoriums verloren habe. Der internationale Terrorismus werde noch lange existieren, allerdings die Sicherheit der USA nicht existenziell gefährden.
Am 20. Dezember 2016 wurde bekannt, dass der scheidende Präsident zum Schutz der Ökosysteme und zur Wahrung der Interessen von Indigenen neue Bohrungen nach Erdöl in den Gebieten der Arktis vor Kanada und an der Ostküste in Teilen des Atlantischen Ozeans verboten hat. Für bereits vergebene Lizenzen wurde Bestandsschutz zugesichert. Obama bezog sich auf ein Gesetz aus dem Jahr 1953, wonach der Präsident berechtigt ist, für unbefristete Zeit Bohrungen vor der Küste und im Meer zu untersagen.
Zum Jahreswechsel erließ Obama am 29. Dezember 2016 weitere Sanktionen gegen Russland, das er beschuldigte, durch Cyberattacken den Präsidentschaftswahlkampf beeinflusst zu haben. So wies er kurzfristig russische Diplomaten aus, eine Maßnahme, die der russische Präsident Putin nicht in gleicher Weise erwiderte.
Obama hielt seine Abschiedsrede am 10. Januar 2017 vor ca. 20.000 Menschen in Chicago, wo er einige Zeit als Sozialarbeiter tätig gewesen war, sich erstmals politisch engagiert und mit Michelle Robinson eine Familie gegründet hatte. Unter den Zuhörern befanden sich bekannte Vertreter der Demokratischen Partei und einige seiner Angehörigen. Er zog ein positives Fazit seiner Regierungszeit und rief die amerikanischen Bürger auf, sich weiterhin politisch und sozial im Sinne der Verfassung der Vereinigten Staaten einzusetzen und für einen sozialen Wandel zum Besseren einzutreten. Insbesondere hob er die Vorteile der Gesundheitsreform hervor. Jede Form von Rassismus und Diskriminierung lehne er ab und wolle als Bürger mit anderen Bürgern dagegen vorgehen.
Er schloss seine Rede mit seinem Wahlkampfslogan „Yes, we can“ und mit der Formel „God bless America“. Zuvor hatte er seinem Nachfolger erneut eine reibungslose Amtsübergabe zugesagt.
Die unter Präsident Obama vom Weißen Haus veröffentlichten Web-Inhalte wurden mit der Amtsübernahme von Donald Trump unter dem Slogan “Yes, we did. Yes, we can.“ („Ja, wir haben [es] getan. Ja, wir können.“) archiviert und „eingefroren“. Das Motto seines ersten Präsidentschaftswahlkampfs 2008 war Yes We can gewesen.

## Leben nach der Präsidentschaft

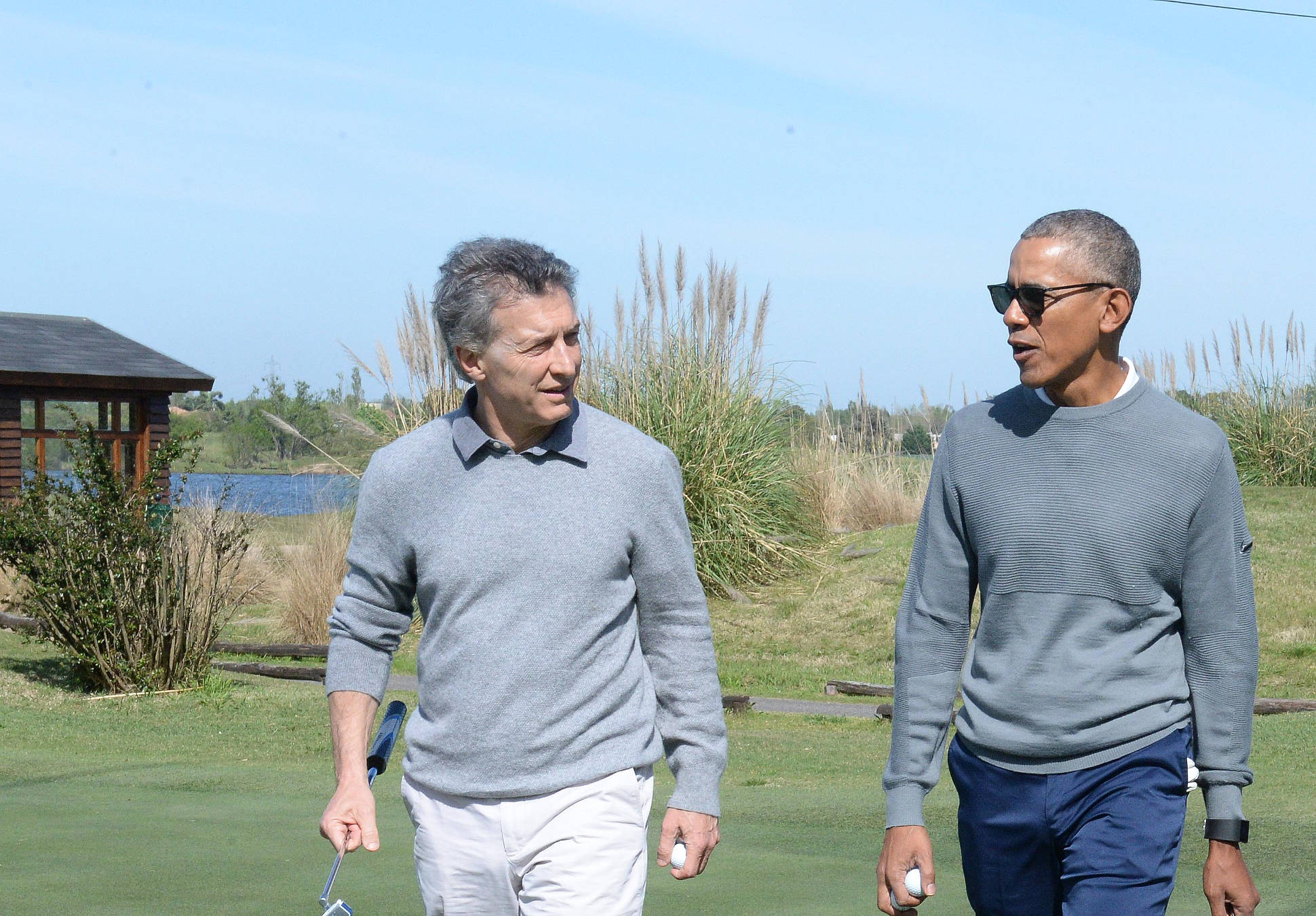
Obama beim Golf mit dem argentinischen Staatspräsidenten Mauricio Macri, Oktober 2017

Nach längerer Pause hielt Obama seine erste Rede nach Amtsende vor Studenten in Chicago, in der er seinen Nachfolger nicht erwähnte. Er appellierte an seine Zuhörer, zum Fortschritt der Menschheit beizutragen. Er versprach, sich für den politischen Nachwuchs zu engagieren. Anfang Mai 2017 nahm der frühere Präsident in Boston einen Preis entgegen.
Im Sinne seiner Obama Foundation (Obama-Stiftung) setzte er sich auf dem Evangelischen Kirchentag in Berlin 2017 vor etwa 70.000 Zuhörern am Brandenburger Tor für die Förderung junger Menschen in politischer Hinsicht ein: Fragen der politischen Ethik wurden dabei, auch von Teilnehmern und der Presse, reflektiert. Er stellte gemäß der Gesinnungsethik die These auf, dass nach Gottes Willen jedes Kind weltweit gleich viel Unterstützung bedarf, und dennoch müsse nach der Verantwortungsethik jeder Regierungschef zunächst die Kinder des eigenen Landes unterstützen. Zudem wandte er sich gegen Kritiker, die ihm den Einsatz von Kriegsdrohnen vorwerfen. Ein Student trug diese Position öffentlich vor. Nach seiner Auffassung ist der Krieg das eigentliche Übel, die eingesetzten Waffen variieren je nach dem technischen Stand. Obama erhielt für seine Ausführungen viel Beifall. Es gab aber auch ablehnende Stimmen.
Als Trump am 1. Juni 2017 für die USA das Pariser Klimaschutzabkommen der UNO aufkündigte, kritisierte Obama dies. Die Vereinigten Staaten würden sich zum einen weltweit isolieren und ihre Führungsrolle aufgeben – denn nur Syrien und Nicaragua sind dem Pakt nicht beigetreten – und zum anderen nationale Arbeitsplätze vernichten, statt neue zu schaffen. Er rechne damit, dass Bundesstaaten, Städte und Unternehmen weiterhin erneuerbare Energieträger ausbauen werden.
Obama verteidigte die von ihm eingeführte Krankenversicherung Obamacare gegen Initiativen von Trump und gegen noch weitergehende Versuche von Republikanern im Senat, diese abzuschaffen oder noch weiter auszuhöhlen, während Milliardären Steuernachlässe gewährt würden.
Zu den rechtsextremen rassistischen Aufmärschen in Charlottesville am 11. und 12. August 2017, in deren Zusammenhang eine Gegendemonstrantin bei einem Autoattentat getötet und 19 Personen verletzt wurden, veröffentlichte Obama einen Beitrag auf Twitter, in dem er mit einem Zitat des südafrikanischen Freiheitskämpfers Nelson Mandela Stellung bezog und ein Foto beifügte, das ihn mit Kindern unterschiedlicher Hautfarben zeigt.
„Niemand hasst von Geburt an jemanden aufgrund dessen Hautfarbe, dessen Herkunft oder dessen Religion …“
Diese Twittermeldung wurde innerhalb von kurzer Zeit von so vielen Menschen aufgerufen wie niemals zuvor ein Tweet. Am 16. August 2017 postete Obama weitere Äußerungen Mandelas.
Im Jahr 2018 gründeten Barack und Michelle Obama die Filmproduktionsfirma Higher Ground Productions und gingen darüber im Mai 2018 eine Kooperation mit Netflix ein.
Seit Mai 2020, als der Afroamerikaner George Floyd von einem Polizisten erstickt wurde und Menschen im ganzen Land gegen Rassismus und Polizeigewalt protestierten, hat sich Obama mehrfach zu Wort gemeldet. Im Präsidentschaftswahlkampf 2020 unterstützte er den späteren Präsidenten Joe Biden bei mehreren Auftritten. Zwei Wochen vor der US-Präsidentschaftswahl hat er seinem Nachfolger Trump Versagen beim Eindämmen der COVID-19-Pandemie in den Vereinigten Staaten vorgeworfen. Trump habe die Pandemie ignoriert und dann mit Inkompetenz, Falschinformationen und Planlosigkeit noch schlimmer gemacht. Er habe das Präsidentenamt nur als Reality-Show genutzt. Obama warb nachdrücklich dafür, Trump abzuwählen. An der Amtseinführung von Joe Biden als Präsident und Kamala Harris als Vizepräsidentin am 20. Januar 2021 nahm er im Gegensatz zu seinem Amtsnachfolger teil.
Im Februar 2021 begann auf Spotify die Veröffentlichung des acht Folgen umfassenden Podcasts Renegades: Born in the USA, eines Dialogs zwischen Obama und Bruce Springsteen über Politik und Kultur.

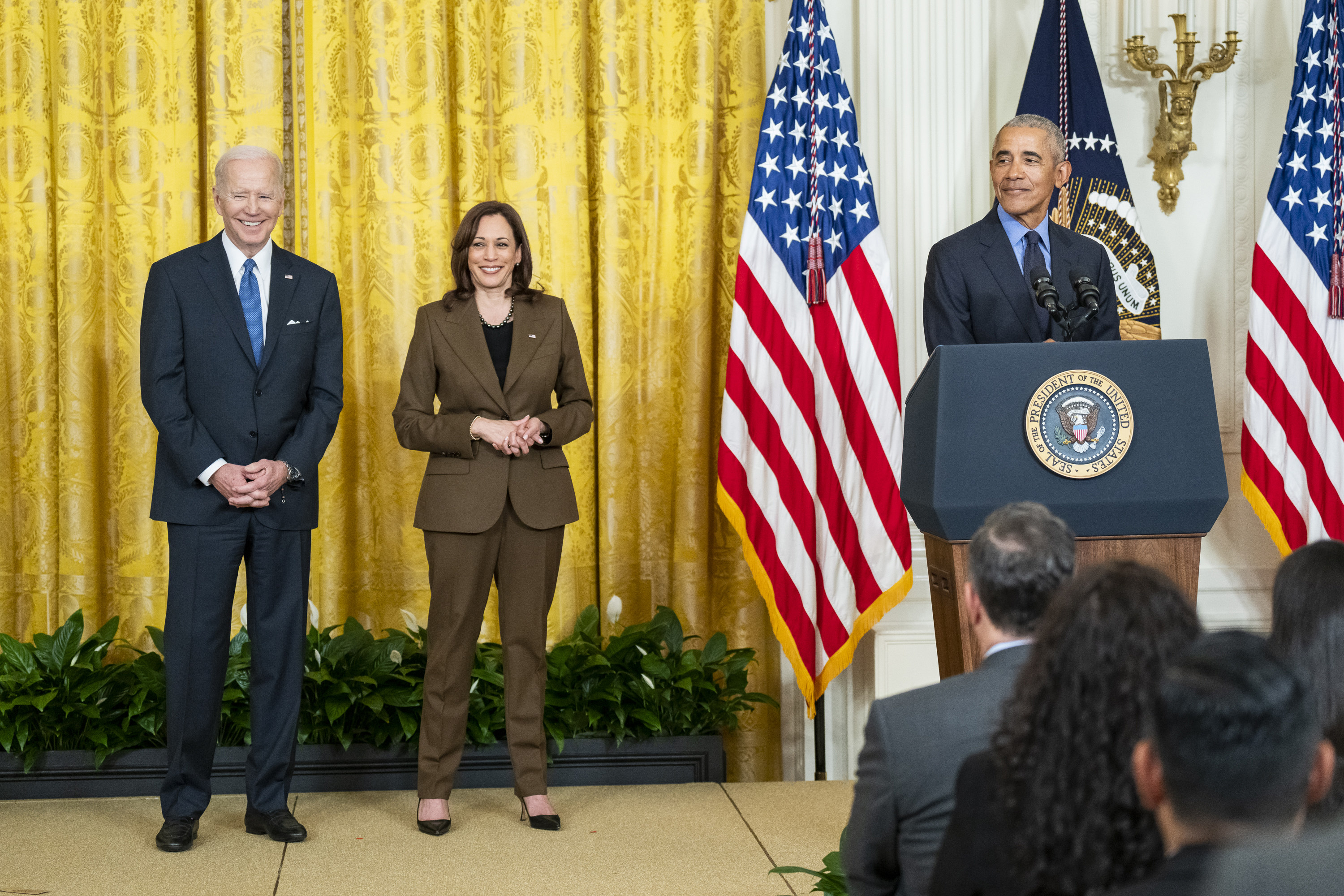
Obama mit US-Präsident Joe Biden und Vizepräsidentin Kamala Harris im Weißen Haus, April 2022

Im Herbst 2022 unterstützte Obama die Demokraten mit mehreren Wahlkampfauftritten vor den Midterms 2022.
Im März 2023 hielt Obama zwei Reden in Australien und erhielt dafür laut Berichten mehr als eine Million Dollar. Im April und Mai 2023 wurde er in die Schweiz und nach Deutschland eingeladen und sprach vor jeweils mehr als 10.000 Zuschauern. Auch traf er sich bei seinen Aufenthalten mit den Regierungschefs von Australien (Anthony Albanese) und Deutschland (Olaf Scholz).
Nach dem Terrorangriff der Hamas auf Israel 2023 zeigte sich Obama solidarisch mit Israel und kritisierte gleichzeitig die Blockade des Gazastreifens.

## Auszeichnungen und Ehrungen
Barack Obama erhielt weltweit Ehrungen und Auszeichnungen. Die wohl bekannteste war der Friedensnobelpreis, den er als dritter amtierender US-Präsident nach Theodore Roosevelt und Woodrow Wilson im Jahr seiner Amtseinführung am 10. Dezember 2009 erhielt. Beim Konzert zur Verleihung des Friedensnobelpreises trat Donna Summer auf. Das Nobel-Komitee begründete seine Entscheidung am 9. Oktober 2009 mit Obamas „außergewöhnlichen Bemühungen, die internationale Diplomatie und die Zusammenarbeit zwischen den Völkern zu stärken“. Die Qualifikation Obamas für den Friedensnobelpreis war und ist umstritten. Der Autor Anthony Neal sah die Auszeichnung in Obamas Abkehr vom Unilateralismus und „Präemptivschlag“-Konzept seines Vorgängers begründet. Obama selbst reagierte laut seiner Autobiografie mit der Frage „Wofür?“ auf die Nachricht von der Ehrung. Er bezeichnete sie auch als Ansporn für seine begonnenen Abrüstungs- und Versöhnungsvorhaben.
Folgende Hochschulen in den USA verliehen Obama die Ehrendoktorwürde für Recht:
- 2005: Knox College[370]
- 2006: University of Massachusetts Boston[371]
  - Northwestern University[372]
  - Xavier University of Louisiana[373]
- 2007: Southern New Hampshire University[374]
  - Howard University[375]
- 2008: Wesleyan University[376]
- 2010: University of Notre Dame[377]
  - University of Michigan[378]
- 2016: Rutgers University[379]

Im Oktober 2005 nannte das britische Journal New Statesman Obama als eine von „zehn Personen, welche die Welt verändern können“. Das Time-Magazin zählte ihn 2005 sowie von 2007 bis 2016 insgesamt elfmal zu den einhundert einflussreichsten Personen der Welt. Des Weiteren kürte ihn das Magazin 2008 und 2012 zur Person des Jahres.
2008 verkündete die Regierung von Antigua und Barbuda, den höchsten Punkt der Insel Antigua zu Obamas Ehren in Mount Obama umzubenennen. Dies wurde 2009 vollzogen.
Am 10. Februar 2008 gewann Obama einen Grammy für das „beste gesprochene Album“ des Vorjahres, die Hörbuch-Ausgabe seines Werks The Audacity of Hope (dt. Die Kühnheit der Hoffnung).
Am 21. März 2013 erhielt Obama als erster amtierender US-Präsident vom israelischen Staatspräsidenten Schimon Peres die höchste zivile Auszeichnung Israels, die Presidential Medal of Distinction. Peres begründete die Verleihung mit Obamas unermüdlichem Einsatz, Israel stark und Frieden möglich zu machen.
In Anerkennung für Obamas Umweltpolitik wurde eine 2012 entdeckte Springbarschart Etheostoma obama genannt.
Bereits 2007 war die auf der kalifornischen Insel Santa Rosa entdeckte Flechtenart Caloplaca obamae nach ihm benannt worden. Weitere nach ihm benannte Arten sind Aptostichus barackobamai (eine Webspinne), Obamadon (eine Gattung fossiler insektivorer Schuppenkriechtiere), Paragordius obamai (ein Haarwurm), Baracktrema obamai (ein Saugwurm), Nystalus obamai (ein Faulvogel), Teleogramma obamaorum (ein afrikanischer Buntbarsch), Tosanoides obama (ein Sägebarsch) und die Spinne Spintharus barackobamai.
2017 wurde Obama in die American Philosophical Society gewählt, 2018 in die American Academy of Arts and Sciences.
Im Mai 2017 wurde vom Senat von Kalifornien ein knapp 4 Meilen (knapp 6,5 Kilometer) Streckenabschnitt des Ventura Freeway zwischen Glendale und Pasadena in President Barack H. Obama Freeway umbenannt.
Barack Obama wurde Ende Mai 2017 mit dem 25. Deutschen Medienpreis in Baden-Baden ausgezeichnet. Die Laudatio hielt der ehemalige Bundespräsident Joachim Gauck. In seiner Rede während eines Empfangs zur Preisverleihung wandte sich Obama, der ohne Honorar sprach, gegen jede Form von Propaganda und Fake News in den sozialen Netzwerken des Internets. Es gelte, entlang der menschlichen Vernunft und Logik zu handeln und dabei die Fakten zu berücksichtigen. Die gefährliche Entwicklung zu stoppen, ist laut Obama Aufgabe eines unabhängigen Journalismus sowie einer Kindererziehung, die es bereits Jugendlichen ermöglicht, sich ein eigenes Urteil zu bilden.
Barack Obama wurde im Jahr 2022 für einen Emmy als Bester Erzähler nominiert.

## Schriften und Reden
- Dreams from My Father. A Story of Race and Inheritance. Crown Publishing (1. Auflage 1995), New York 2004, ISBN 0-307-38341-5.
  - deutsch: Ein amerikanischer Traum. Die Geschichte meiner Familie. Carl Hanser, München 2008, ISBN 978-3-446-23021-7; Deutscher Taschenbuch-Verlag, München 2009, ISBN 978-3-423-34570-5.
- The Audacity of Hope: Thoughts on Reclaiming the American Dream. Crown Publishing, New York, 2006, ISBN 0-307-23769-9.
  - deutsch: Hoffnung wagen: Gedanken zur Rückbesinnung auf den American Dream. Riemann, München 2007, ISBN 978-3-570-50081-1.
- Of Thee I Sing: A Letter to My Daughters. Knopf Books for Young Readers, 2010, ISBN 978-0-375-83527-8.
  - deutsch: Von euch will ich singen: Ein Brief an meine Töchter. Mit Bildern von Loren Long. Übersetzt von Michael Krüger. Hanser Verlag, München 2011, ISBN 978-3-446-23880-0.
- United States Health Care Reform: Progress to Date and Next Steps. In: The Journal of the American Medical Association (Onlineausgabe), 11. Juli 2016, doi:10.1001/jama.2016.9797.
- Worte müssen etwas bedeuten. Seine großen Reden. Hrsg. Birgit Schmitz, Suhrkamp, Berlin 2017, ISBN 978-3-518-46797-8.
- A Promised Land. Crown Publishing, New York, November 2020, ISBN 978-1-5247-6316-9.[393]
  - Ein verheißenes Land. Penguin, München 2020, ISBN 978-3-328-60062-6.
- Renegades : born in the USA : dreams, myths, music. (With Bruce Springsteen). Crown Publishing, New York, 2021, ISBN 978-0-593-23631-4. (Unterhaltung zwischen dem Musiker und dem Ex-Präsidenten über das Verhältnis zu ihrem Heimatland – mit 350 Fotos.)
  - Renegades : born in the USA : Träume – Mythen – Musik. (Mit Bruce Springsteen). Übersetzung von Stephan Kleiner und Henriette Zeltner-Shane. Penguin, München 2021, ISBN 978-3-328-60243-9.

## Filmdokumentation
- The Final Year. 2017. Von Greg Barker